# Chrysler Imperial
El Chrysler Imperial, presentado en 1926, es un vehículo de primera línea de Chrysler durante gran parte de su historia. Los modelos se produjeron con el nombre de Chrysler hasta 1954, después de lo cual se convirtió en una marca separada; recuperándose el nombre entre 1990 y 1993. La compañía lo situó como una marca de prestigio para competir con los Cadillac, Continental, Lincoln, Duesenberg, Pierce-Arrow, Cord y Packard. Según Antique Automobile, "El adjetivo 'imperial' según el diccionario Webster significa soberano, supremo, superior o de tamaño o excelencia inusual, por lo que se hizo corresponder justamente al modelo más caro de Chrysler".
Durante varias décadas y varias generaciones, el Imperial fue el Chrysler más exclusivo y la opción favorita de transporte de lujo para los altos ejecutivos, funcionarios gubernamentales, miembros de la realeza y varias celebridades, en comparación con el Chrysler New Yorker, un modelo relativamente más asequible. A lo largo de los años, la apariencia, los avances tecnológicos y los interiores de lujo se actualizaron con las últimas tendencias y apariencias de moda. Limusinas, sedanes y convertibles eran las carrocerías habituales, mientras que los mejores proveedores de la industria ofrecían opciones especiales de carrocería, como Derham, Fleetwood, LeBaron y otros.
La rosa Chrysler Imperial, una variedad de color rojo oscuro, se seleccionó en 1952 y se utilizó para promover la marca.

## 1926-1930

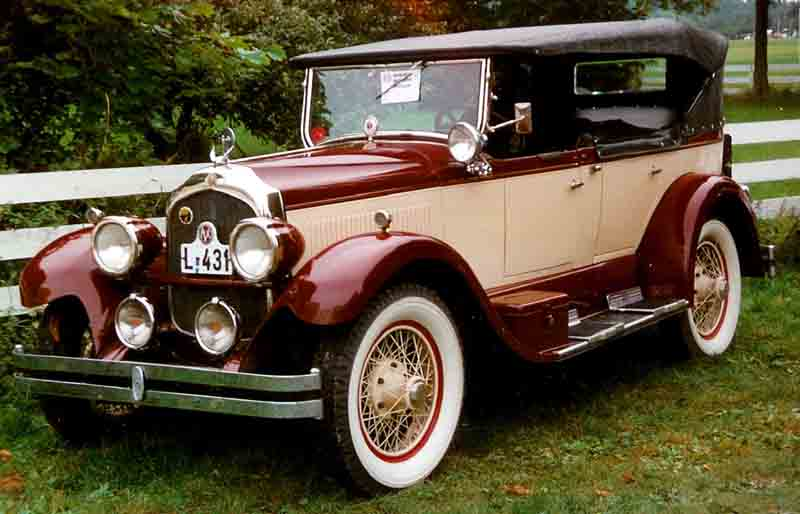
Chrysler Imperial Serie E80 Sedán carrozado por Briggs (1926)

En 1926, Walter P. Chrysler decidió competir con las marcas norteamericanas Cadillac, Lincoln, Packard, Pierce-Arrow, Studebaker, Cord y Duesenberg en el campo de los coches de lujo, aunque la empresa recién formada solo podía ofrecer un único motor de gran desplazamiento de seis cilindros en línea. El nuevo modelo, llamado Imperial, disponía de un motor recién diseñado que era un poco más grande que el estándar de 6 cilindros en línea de la compañía instalado en el Chrysler Six. Era un propulsor de 288,6 plg³ (4,7 L) de seis cilindros con siete bloques de cojinetes y lubricación a presión, con una potencia de 92 caballos (69 kW). Los motores de gran cilindrada proporcionaban los caballos y el par motriz que deseaban los clientes y, debido a la mala calidad del combustible en esa época y a las bajas relaciones de compresión, 50 CV era una potencia más que adecuada. Se estima que la clasificación equivalente de la gasolina disponible entonces variaba de 40 a 60 octanos y que la de "grado alto", probablemente tenía un promedio de 50 a 65 octanos. El eje delantero era rígido y la suspensión constaba de ballestas semielípticas, mientras que la suspensión trasera era un eje diferencial, y también utilizaba ballestas semielípticas. El nombre "Imperial", utilizado en el buque insignia de Chrysler, había sido utilizado anteriormente por Buick, Cadillac y Packard para limusinas de nivel superior. El adorno del capó sobre la tapa del radiador era un casco vikingo alado de formas estilizadas.

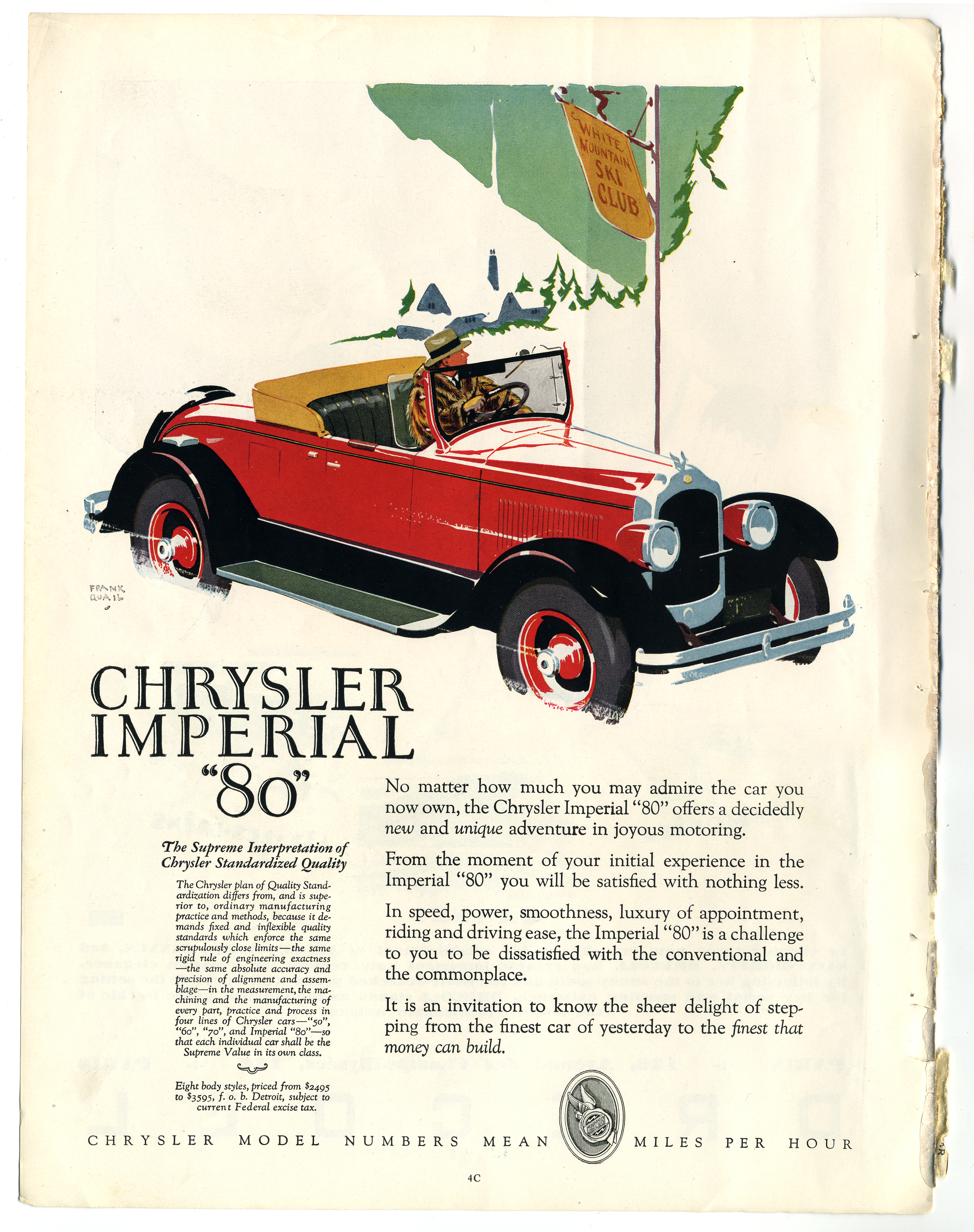
Anuncio de la revista Chrysler de 1927 que revela que "los números de los modelos de Chrysler significan millas por hora"

El automóvil estableció un récord de velocidad transcontinental en el año en que se presentó, recorriendo más de 6500 millas (10 460 km) en una semana. El automóvil fue elegido como coche de seguridad para las 500 Millas de Indianápolis de 1926. Se denominó E-80, siendo el número 80 la velocidad de crucero de 80 millas por hora (129 km/h) "garantizada". La aceleración también era aceptable, invirtiendo 20 segundos para alcanzar 60 millas por hora (97 km/h) desde pàrado. La transmisión manual de cuatro velocidades se agregó en 1930. La atención al lujo y a los múltiples estilos de carrocería fue un enfoque similar al que usó Walter P. Chrysler como presidente de Buick, donde trabajó de 1911 a 1919. La firma ofreció una gran variedad de estilos de carrocería: a roadster para dos o cuatro pasajeros (cuatro pasajeros si el automóvil disponía de un transportín), un cupé de cuatro asientos, un sedán y faetón para cinco pasajeros y una limusina de primera línea para siete pasajeros. La limusina tenía una mampara de vidrio entre los compartimentos de pasajeros delantero y trasero.
Los Imperial se podían distinguir de los otros productos de Chrysler por el uso de un capó festoneado y una carcasa del radiador distintivos, así como una distancia entre ejes de 120 plg (3048 mm), cuya apariencia recordaba a la de un Packard. La Berlina Limusina costaba 3.595 dólares (unos 61 872 $ en 2023).
El Imperial Serie 80 de 1927 experimentó pequeñas mejoras de ingeniería, mientras que el motor 288,6 plg³ (4,7 L) de seis cilindros en línea "Red Head" de alta compresión fue el único motor disponible para todas las distancias entre ejes disponibles (120 plg (3048 mm), 127 plg (3226 mm) o 133 plg (3378 mm) suministrada bajo pedido especial). Cinco opciones de carrocerías de dos puertas incluían descapotables y convertibles, mientras que había nueve opciones de sedán, turismo, faetón y limusina. El Town Car de nivel superior costaba 5.495 dólares (unos 96 384 $ en 2023). El equipo estándar en los diseños de carrocería abierta roadster y faetón incluía ventanillas deflectoras cortavientos y puertas con paneles interiores tapizados en cuero, mientras que muchas unidades estaban pintadas en dos tonos contrastados. El convertible disponía de barras landau funcionales para plegar y desplegar la capota. En 1927, un Imperial fue conducido por la Autopista Lincoln desde San Francisco a Nueva York y después a Los Ángeles, cubriendo una distancia total de 6726 mi (10 824,4 km) sin escalas, con una velocidad promedio de 40 mph (64 km/h).
En 1928 se ofreció una distancia entre ejes de 136 plg (3454 mm), con la designación de Serie 80L. Las opciones de carrocería se expandieron con cinco diseños de Briggs y seis de LeBaron, un Derham Convertible Sedán, un Faetón de Locke y cuatro cupés y sedanes convertibles de Dietrich, con un precio del Dietrich Convertible Sedán de 6.795 dólares (unos 120 572 $ en 2023). La producción total de Chrysler aquel año alcanzó las 160.670 unidades, su máximo histórico de antes de la guerra, que se mantendría hasta décadas más tarde.
Los modelos de los años 1929 y 1930 de la Serie 80L se mantuvieron esencialmente sin cambios con respecto a la versión de 1928, ya que los esfuerzos de ingeniería se centraron en la Serie CG Straight Eight de 1931, aunque se introdujeron algunas mejoras como unas lamas exteriores de ajuste automático controladas termostáticamente situadas por delante del radiador, rejillas verticales en la capota y una transmisión manual de cuatro velocidades. El constructor de carrocerías Locke proporcionó cuatro opciones de convertibles en configuraciones cupé y sedán. La limusina 80L de la serie 1930 de nivel superior costaba 3.575 dólares (unos 65 205 $ en 2023). En esta época, los frenos hidráulicos en las cuatro ruedas se convirtieron en un estándar en todos los productos Chrysler.

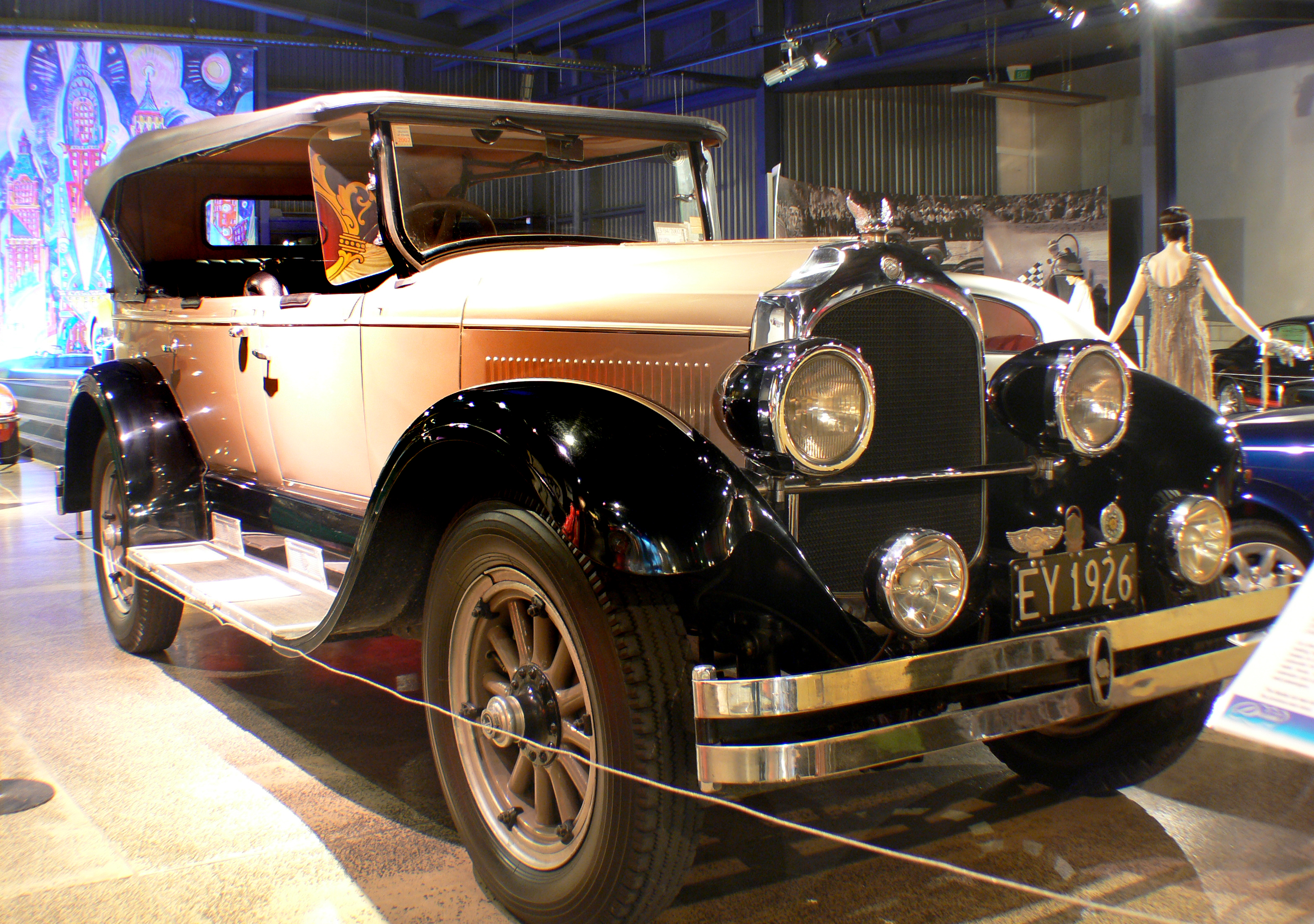
Chrysler Imperial 80 de 1926
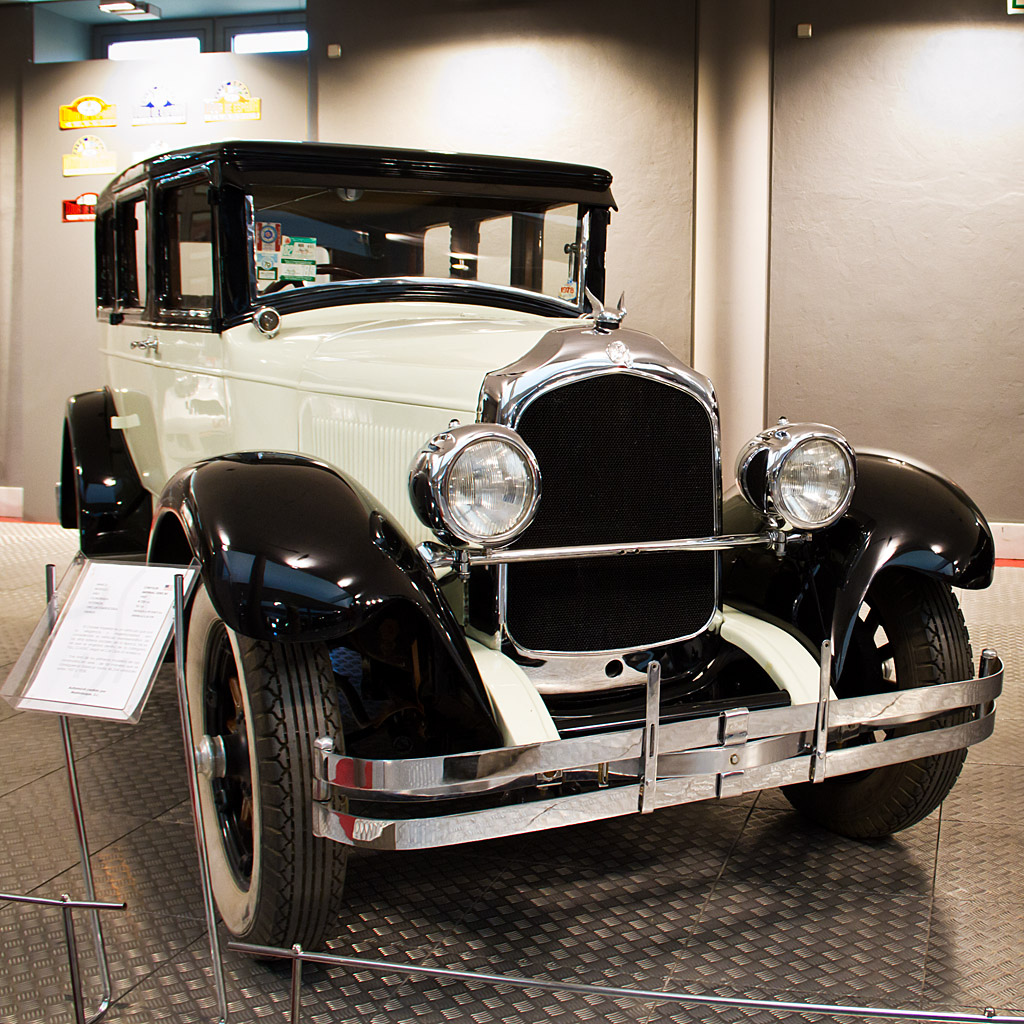
Chrysler Imperial Series 80 Sedan por Briggs de 1927
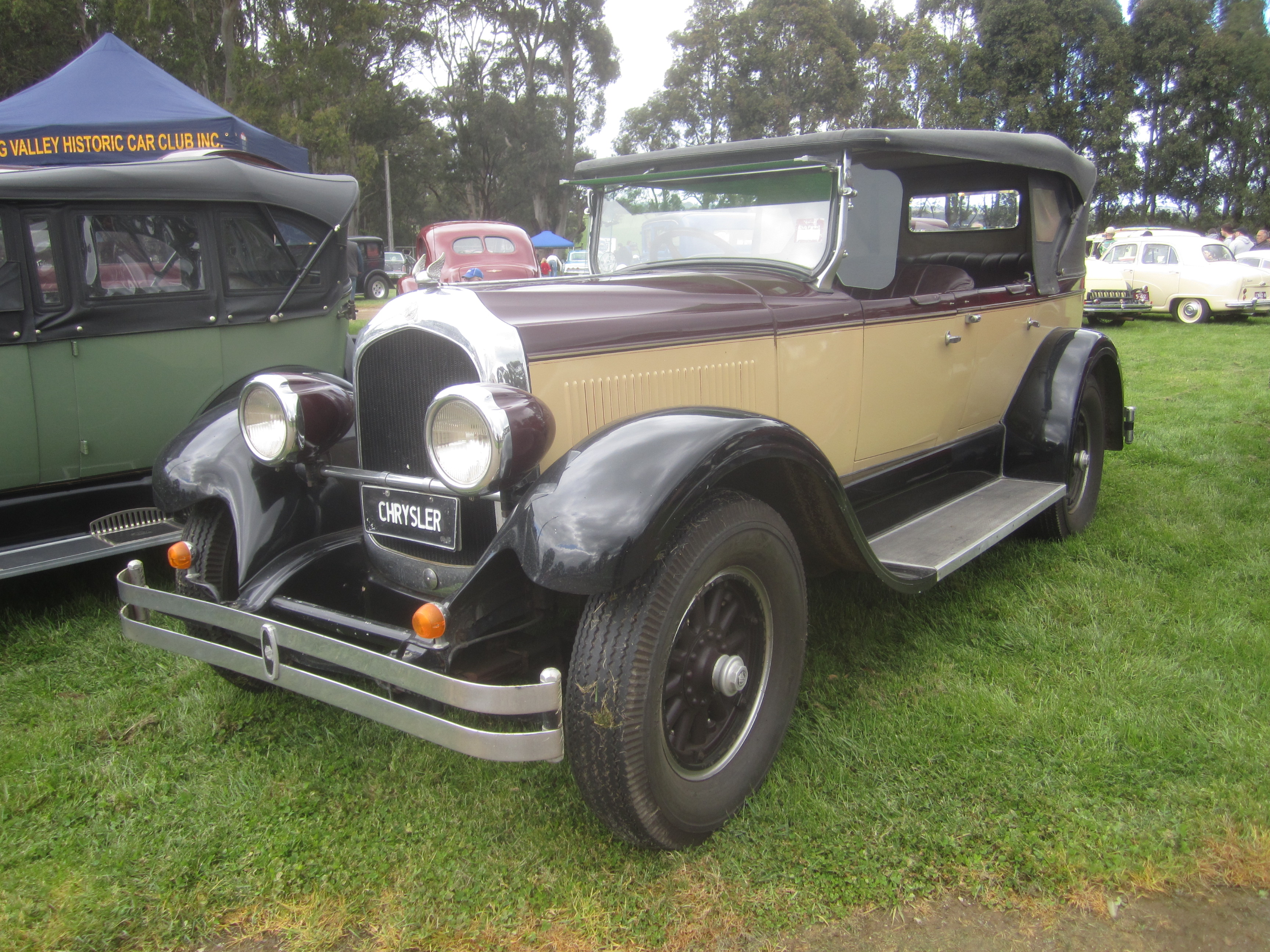
Chrysler Imperial Series 80L Phaeton por Dietrich de 1928
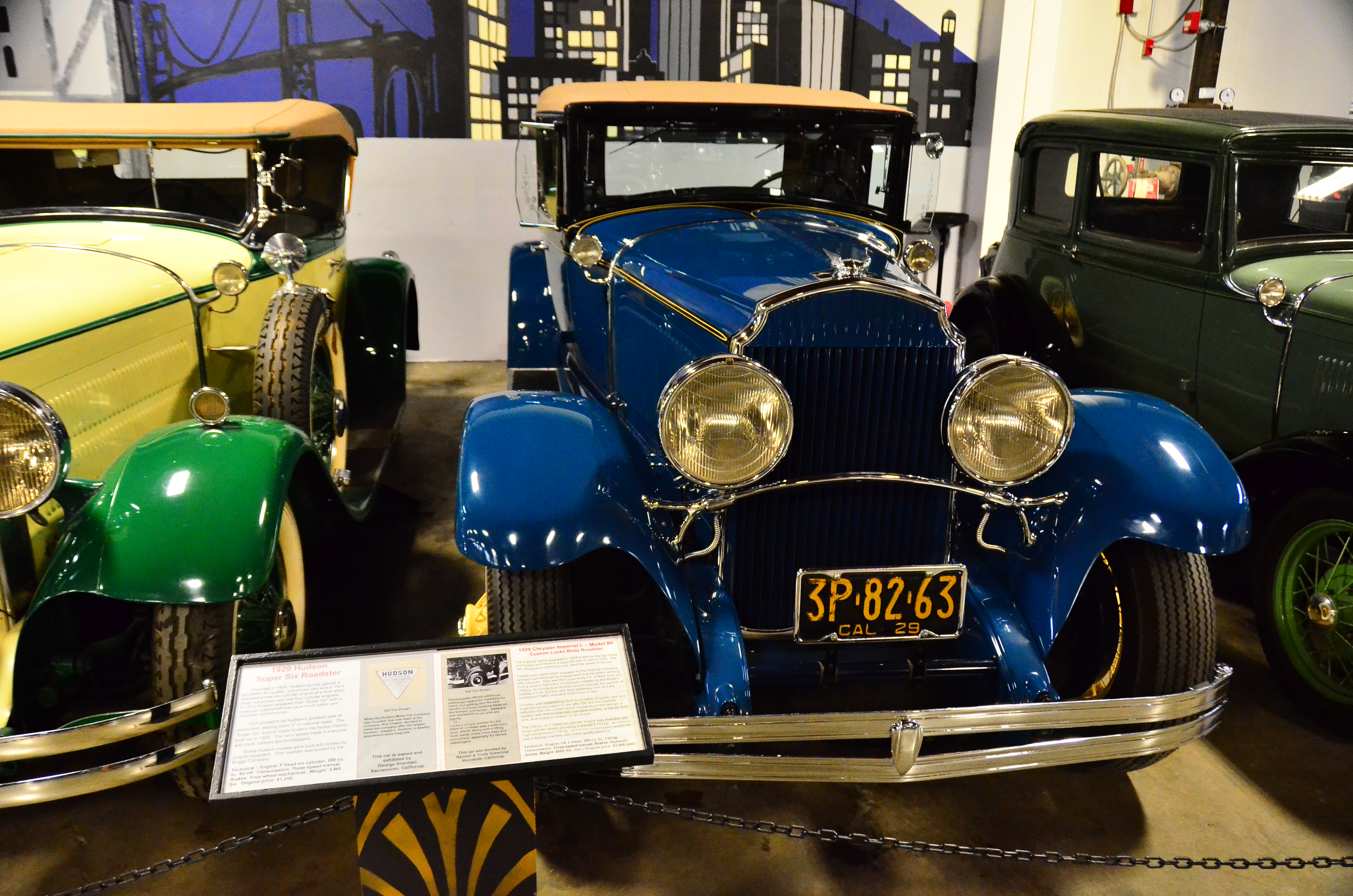
Chrysler Imperial Series 80L Custom Roadster por Locke de 1929

## 1931-1933
El totalmente nuevo "Chrysler Imperial 8" de 1931 introdujo el nuevo motor de 8 cilindros en línea que compartía con el Chrysler Eight Series CP en cilindradas más pequeñas. El automóvil recibió un nuevo motor de 384,4 plg³ (6,3 L) Chrysler 8 en línea con un carburador Stromberg Modelo DD-3. El Imperial introdujo un radiador tipo V, un capó largo y recto que mostraba un estilo "torpedo" y guardabarros amplios y fluidos con un parabrisas dividido e inclinado, que mostraba similitudes visuales con los modelos de Cord. Varias características consideradas lujosas en ese momento incluían parasoles dobles, asientos delanteros y columna de dirección ajustables, guardabarros a prueba de óxido, ruedas de radios de alambre, control automático de la calefacción, vidrios de seguridad y frenos hidráulicos suministrados por Lockheed. Para minimizar el efecto de la vibración del motor sobre los pasajeros se introdujo un sistema de aislamiento denominado "Floating Power".
El Imperial de la Serie CG ofrecía cuatro opciones de carrocerías sedán construidas por Briggs, mientras que LeBaron disponía de cuatro opciones de cupé y sedán convertibles. Se han documentado al menos diez cupés individuales personalizados de 2 puertas de los proveedores de carrocerías Waterhouse, Drauz y LeBaron. Se fabricaban a medida, según las especificaciones de cada comprador, y se equipaban de diversas formas con cualquier cosa que el cliente deseara, incluso un dictáfono. Los precios oscilaban entre 2.745 dólares (unos 54 996 $ en 2023) para el sedán de cuatro puertas y cinco pasajeros suministrado de fábrica, hasta los 3.575 dólares (unos 71 625 $ en 2023) para el LeBaron Dual Cowl Faetón. El piloto de coches de serie Harry Hartz estableció numerosos récords de velocidad con un sedán Imperial de 1933 en Daytona Beach. Se inscribió un roadster en la competición de las 24 Horas de Le Mans de 1931, pero no terminó debido a un problema en el radiador. Se introdujo poco después de que aparecieran los Rolls-Royce Phantom II, Mercedes-Benz 770, Packard Eight, Duesenberg J, Renault Reinastella, Cadillac Series 355 y Lincoln K-series. La producción total documentada del CG muestra que se fabricaron 3.228 unidades de todas las opciones de estilo de carrocería, incluidos los chasis que solo se suministraban a los proveedores de carrocerías individuales. Se añadió una estilizada estatuilla de una gacela a la tapa del radiador con el casco vikingo alado, convirtiéndose en el adorno del capó de todos los vehículos Imperial a partir de 1931.
El modelo del año 1932 introdujo la Serie CH Imperial junior, mientras que la Serie CG anterior se convirtió en la Serie CL y tomó el nombre de Imperial Custom para continuar proporcionando vehículos personalizados solicitados individualmente. La Serie CH estaba relacionada con la Serie CP de Chrysler, con la que compartía el motor de ocho cilindros en línea y la mayoría de las características, aunque la Serie Imperial CH se ofrecía con muchas características estándar que eran opcionales en la Serie CP. Las series CH y CL presentaban toda la carrocería de acero, un bastidor de chasis de "viga de celosía" de doble caída, parabrisas divididos, parasoles dobles y bocinas de trompeta. El encendido fue proporcionado por Delco-Remy, los frenos eran hidráulicos y disponía de una transmisión manual de cuatro velocidades con un embrague operado por vacío automático opcional. Los estilos de carrocería ofrecidos en la Serie CH fueron un descapotable de dos puertas y dos pasajeros con transportín disponible, un sedán de cuatro puertas o un convertible de cuatro puertas. El precio del roadster era de 1.925 dólares (unos 42 989 $ en 2023), mientras que el convertible de cuatro puertas costaba 2.195 dólares (unos 49 018 $ en 2023), lo que hizo que la marca "Imperial", de mayor prestigio, tuviera un precio casi idéntico al de los productos de la marca "Chrysler", aunque la cilindrada del motor en la Serie CH era mayor. La Serie CL de 1932 siguió siendo el Imperial más prestigioso, y todas las unidades fueron carrozadas por LeBaron, que ofrecía cuatro estilos de convertible junto con un sedán convencional para siete pasajeros o una limusina de ocho pasajeros, mientras que en los registros documentales figura que también se fabricó un roadster de dos pasajeros y una limusina Landau. Los registros muestran que la limusina sedán de la Serie CL 32 de LeBaron se vendió por 3.295 dólares (unos 73 583 $ en 2023).
La Serie CQ Imperial era completamente nueva en 1933 con respecto a la Serie CH anterior, y la distancia entre ejes perdió 10 plg (254 mm) y la cilindrada del motor Chrysler de ocho cilindros en línea se redujo a 298,65 plg³ (4,9 L). Briggs ofrecía tres cupés de dos puertas y dos pasajeros para incluir un Victoria y un Roadster Convertible, además de dos opciones de cuatro puertas y cinco pasajeros con un sedán convertible. Las mejoras mecánicas ofrecidas fueron una transmisión silenciosa de tres velocidades con engranajes helicoidales, un filtro de aceite mejorado y un estrangulador automático para el carburador Stromberg IV Modelo EX-32. Solo se ofrecieron tres opciones de carrocería sedán para la Serie CL, con una distancia entre ejes de 146 plg (3708 mm). Los registros de la compañía documentan la producción de 3.838 unidades de la Serie CQ y de 151 unidades de la Serie CL, incluidas seis solicitudes de chasis y capota únicamente.

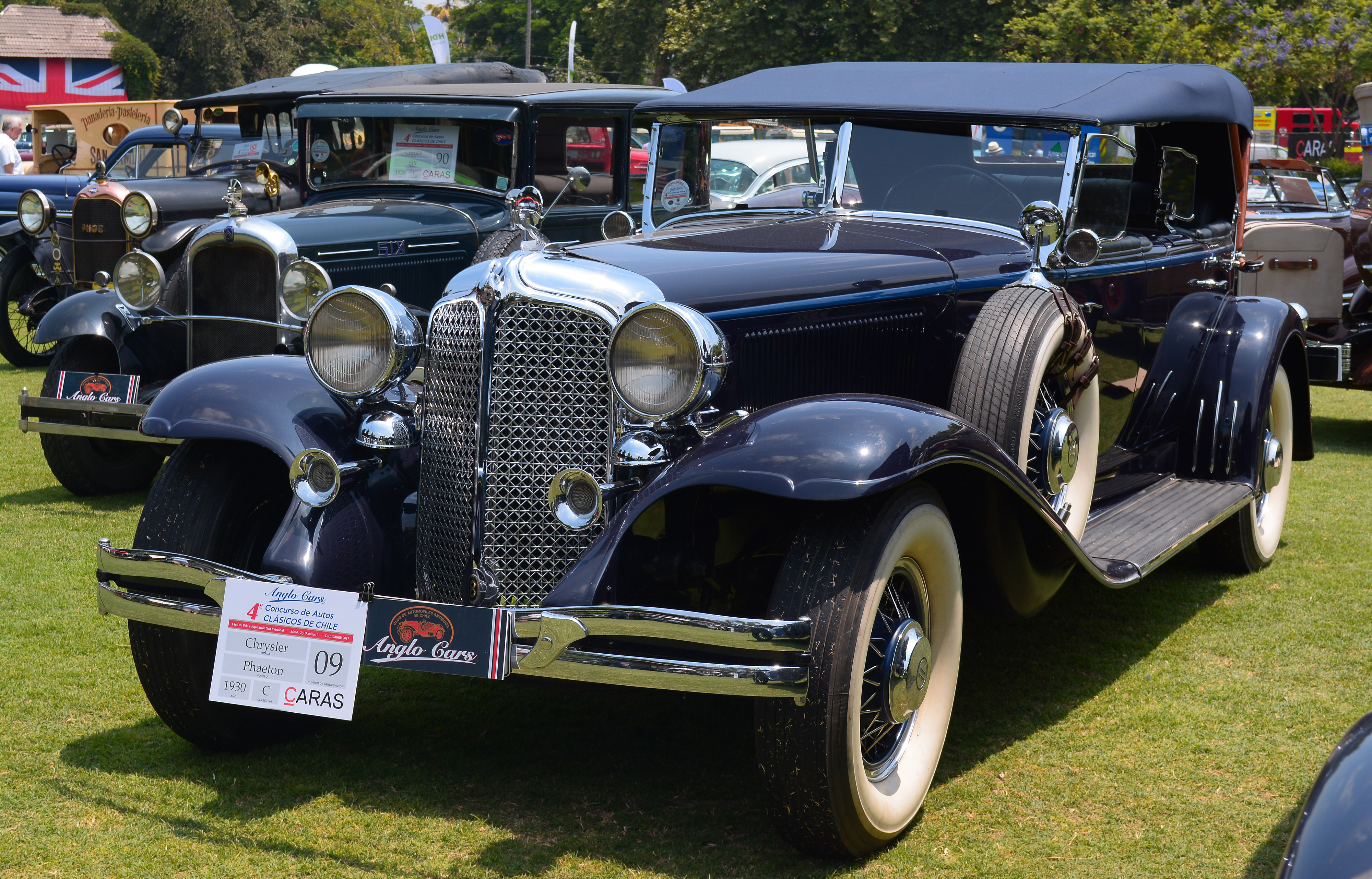
Chrysler Imperial Series CG Faetón de 1931
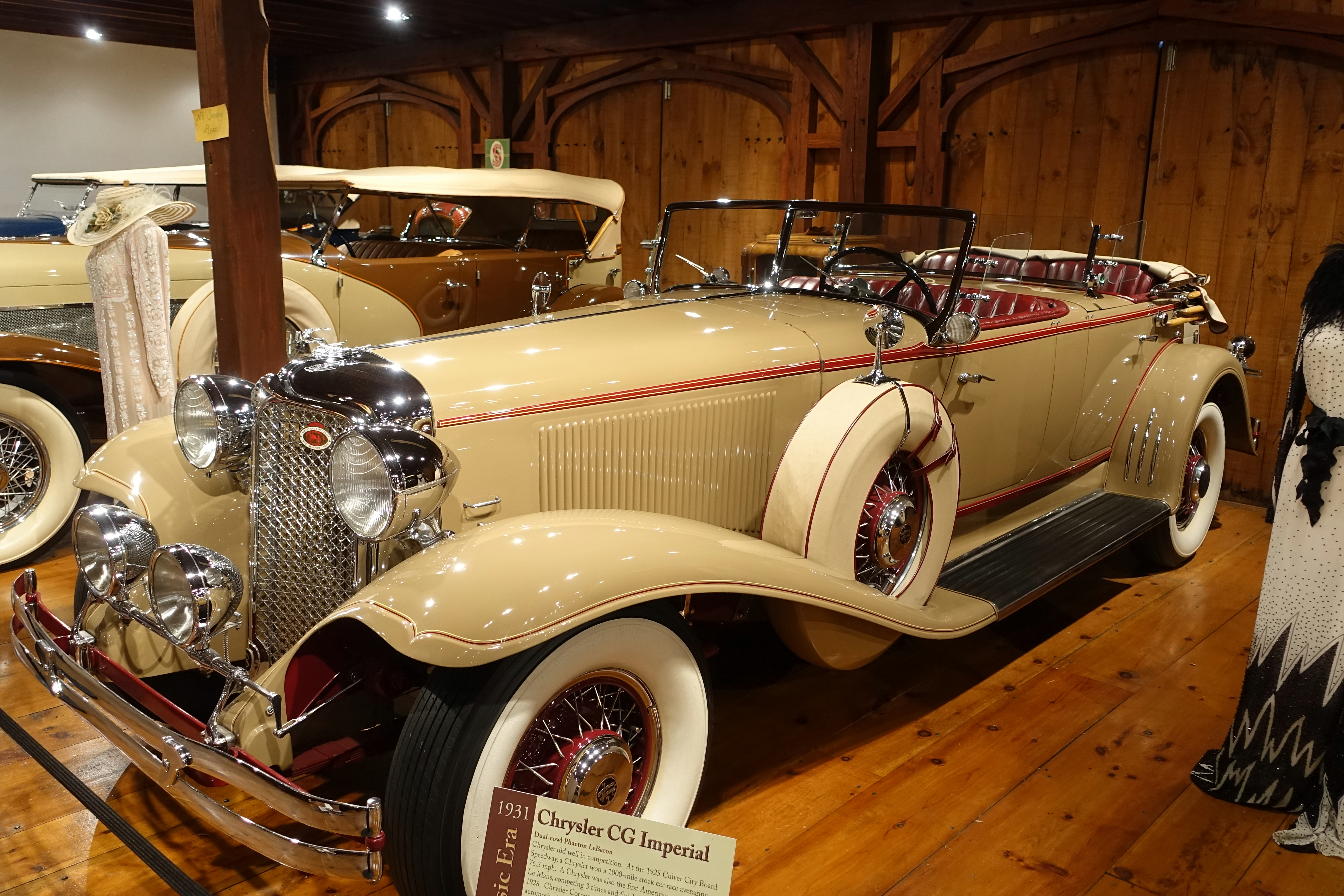
Chrysler Imperial Series CG Dual Cowl Faetón por LeBaron (1931)
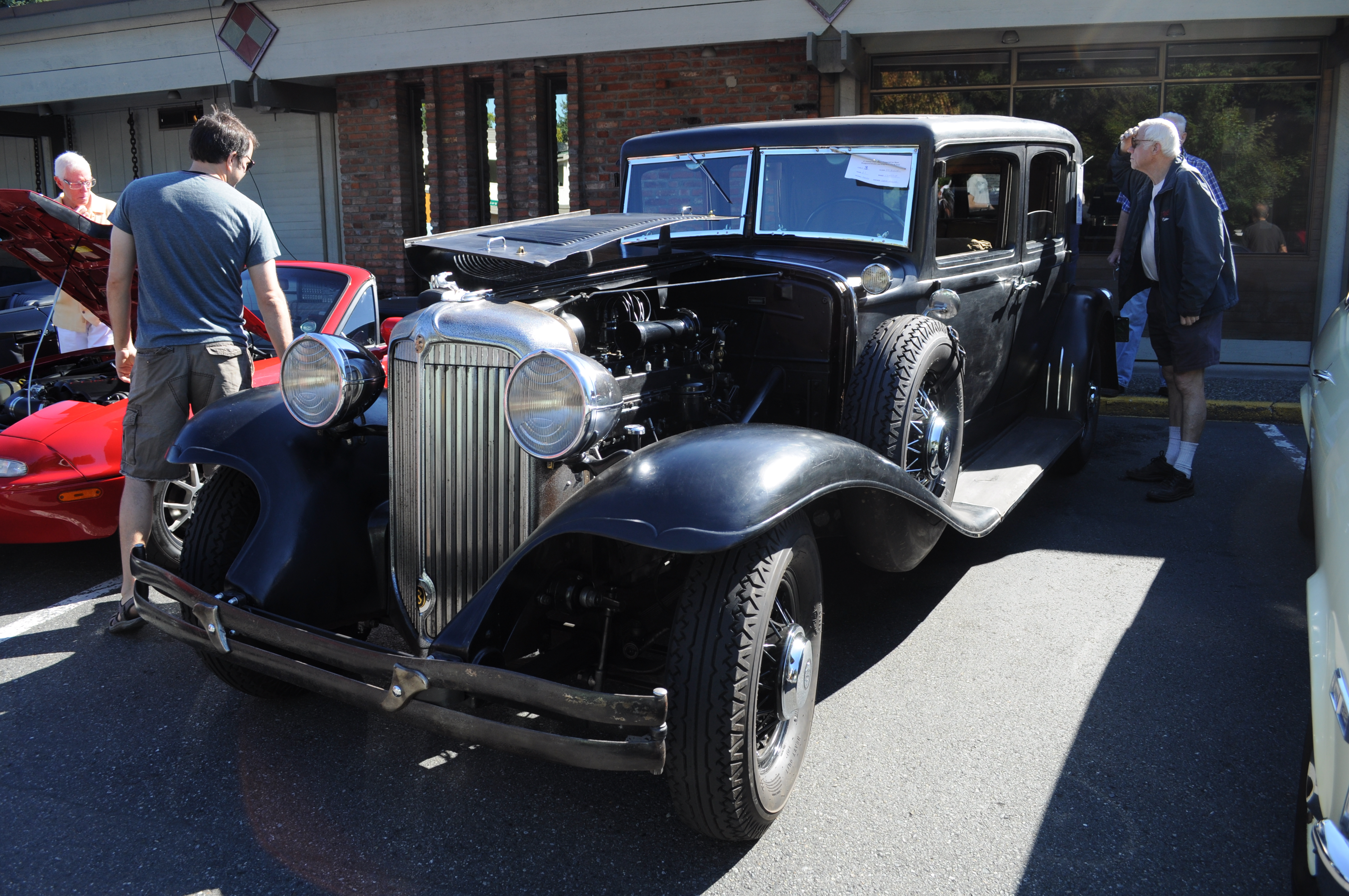
Chrysler Imperial Serie CG por Briggs (1931)
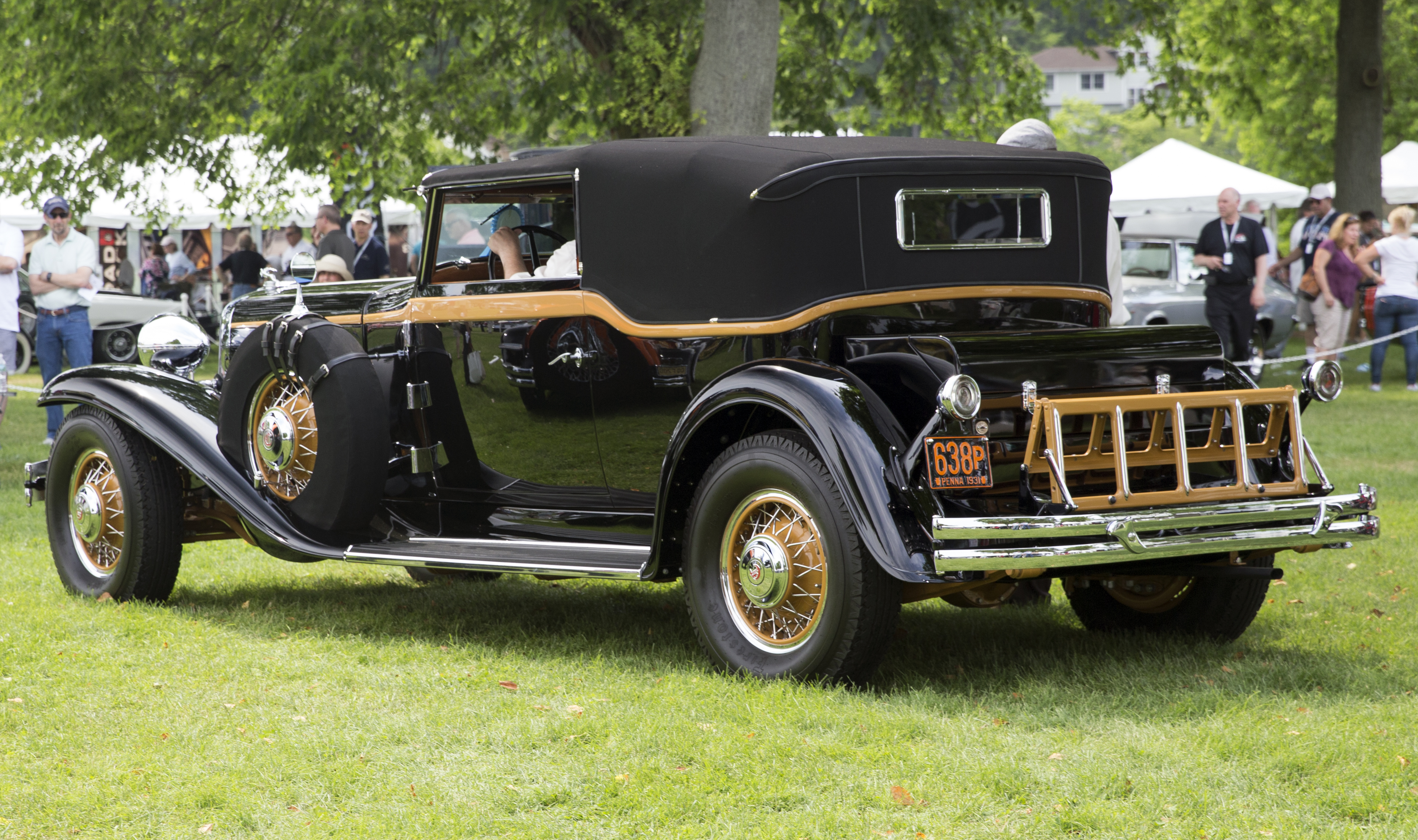
Chrysler Imperial Series CG Convertible Victoria por Waterhouse (1931)
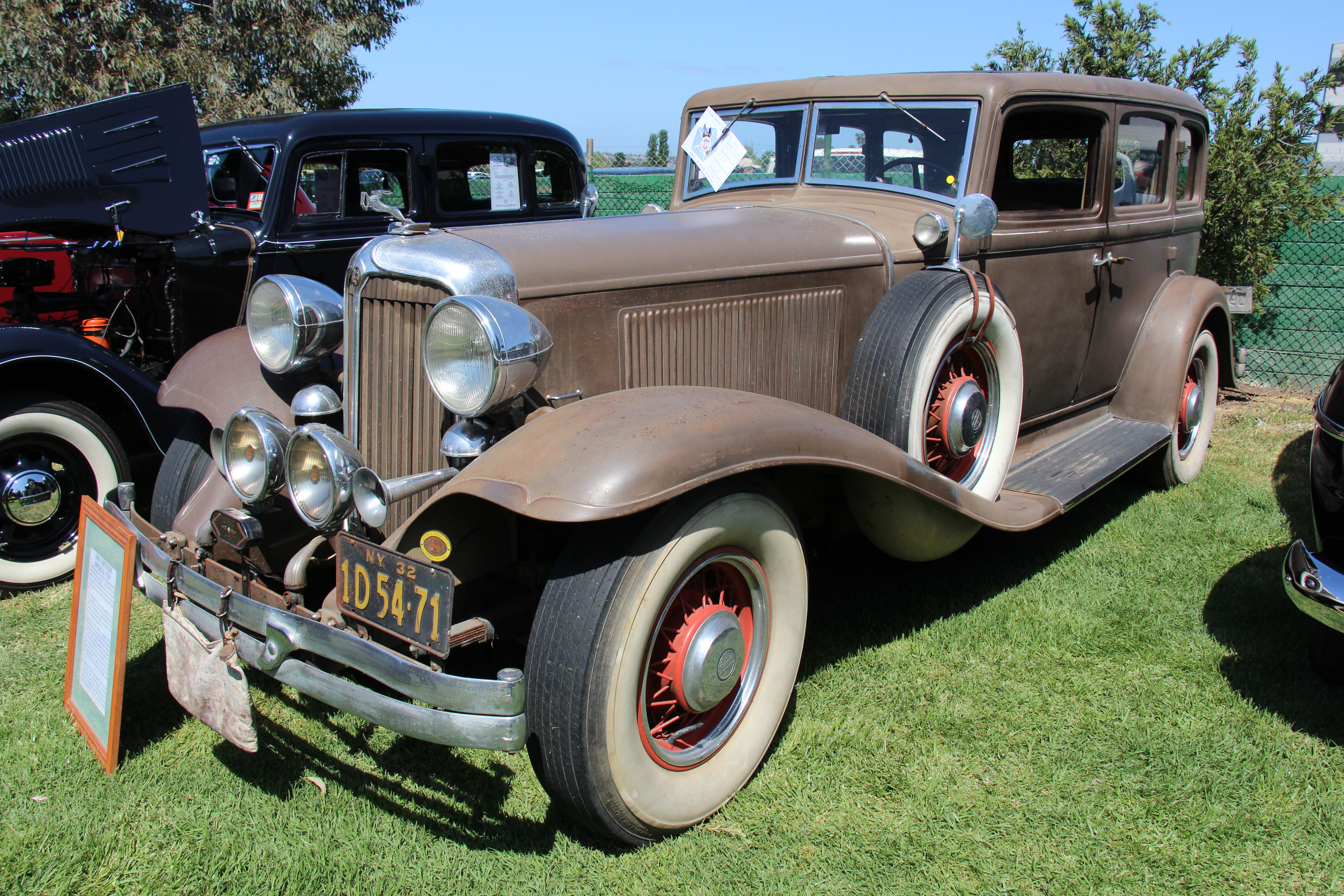
Chrysler Imperial Serie CH Sedaá por Briggs (1932)
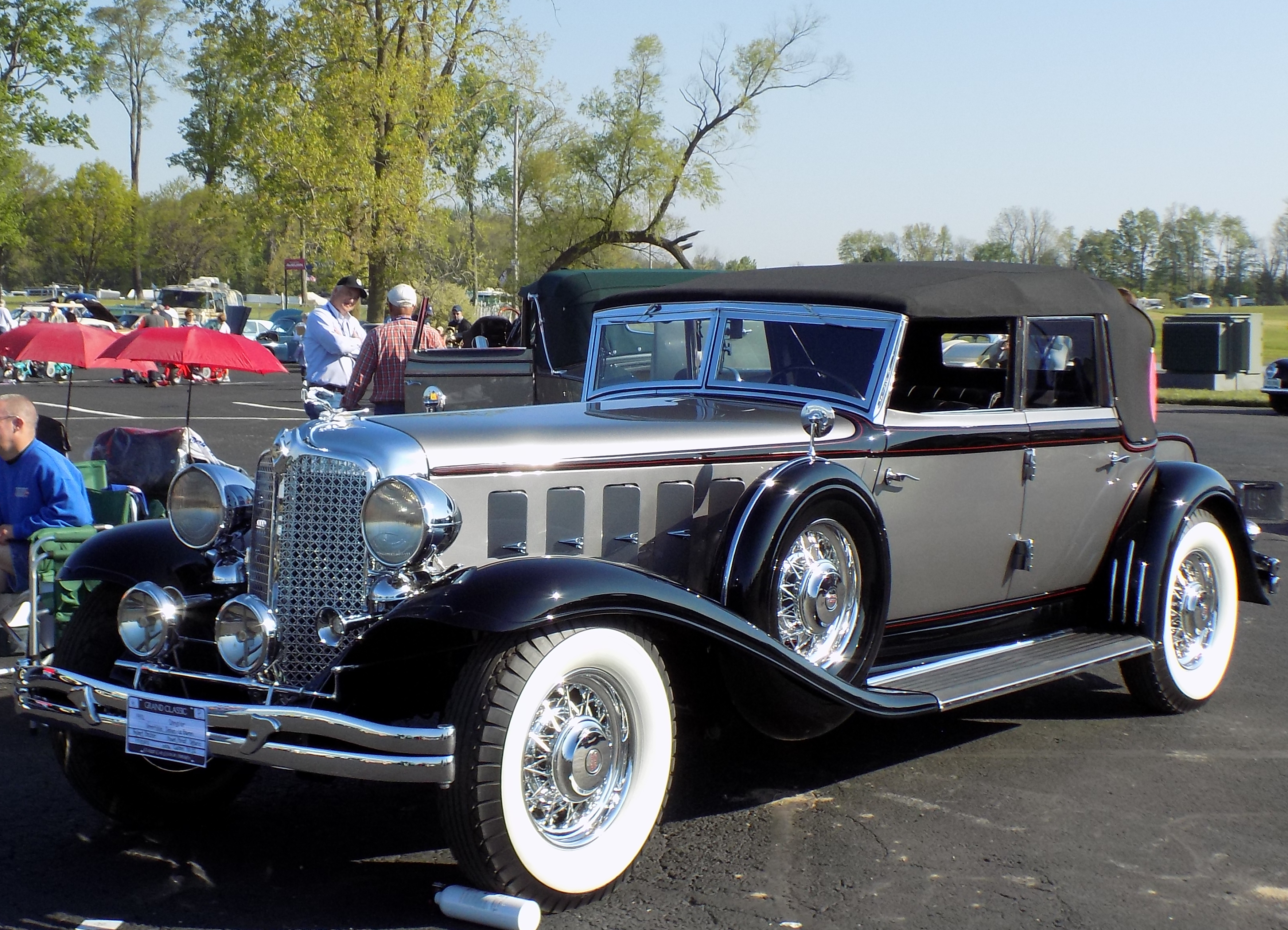
Chrysler Imperial Custom Series CL Convertible Sedán por LeBaron (1932)
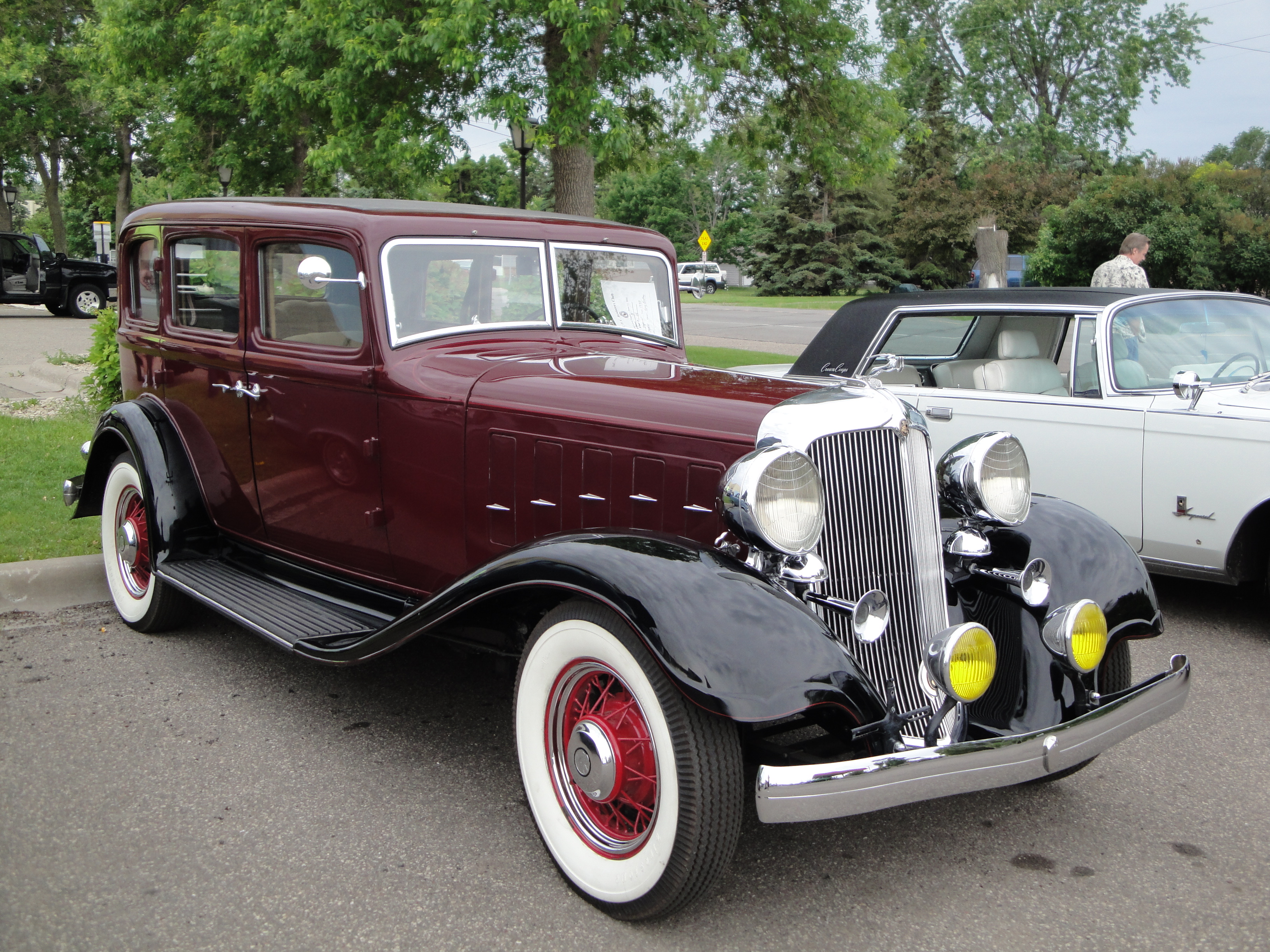
Chrysler Imperial Series CQ Sedan por Briggs (1933)
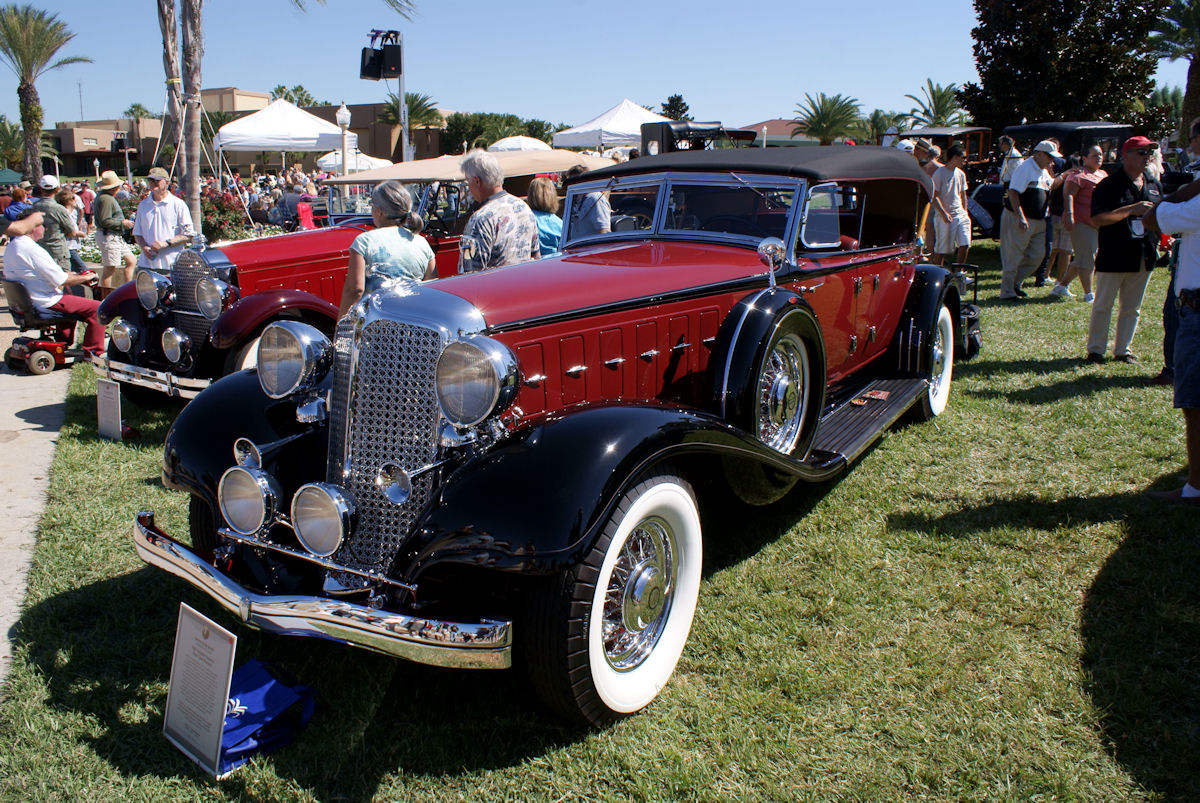
Chrysler Imperial Custom Serie CL Doble Faetón por LeBaron (1933)

## 1934-1936

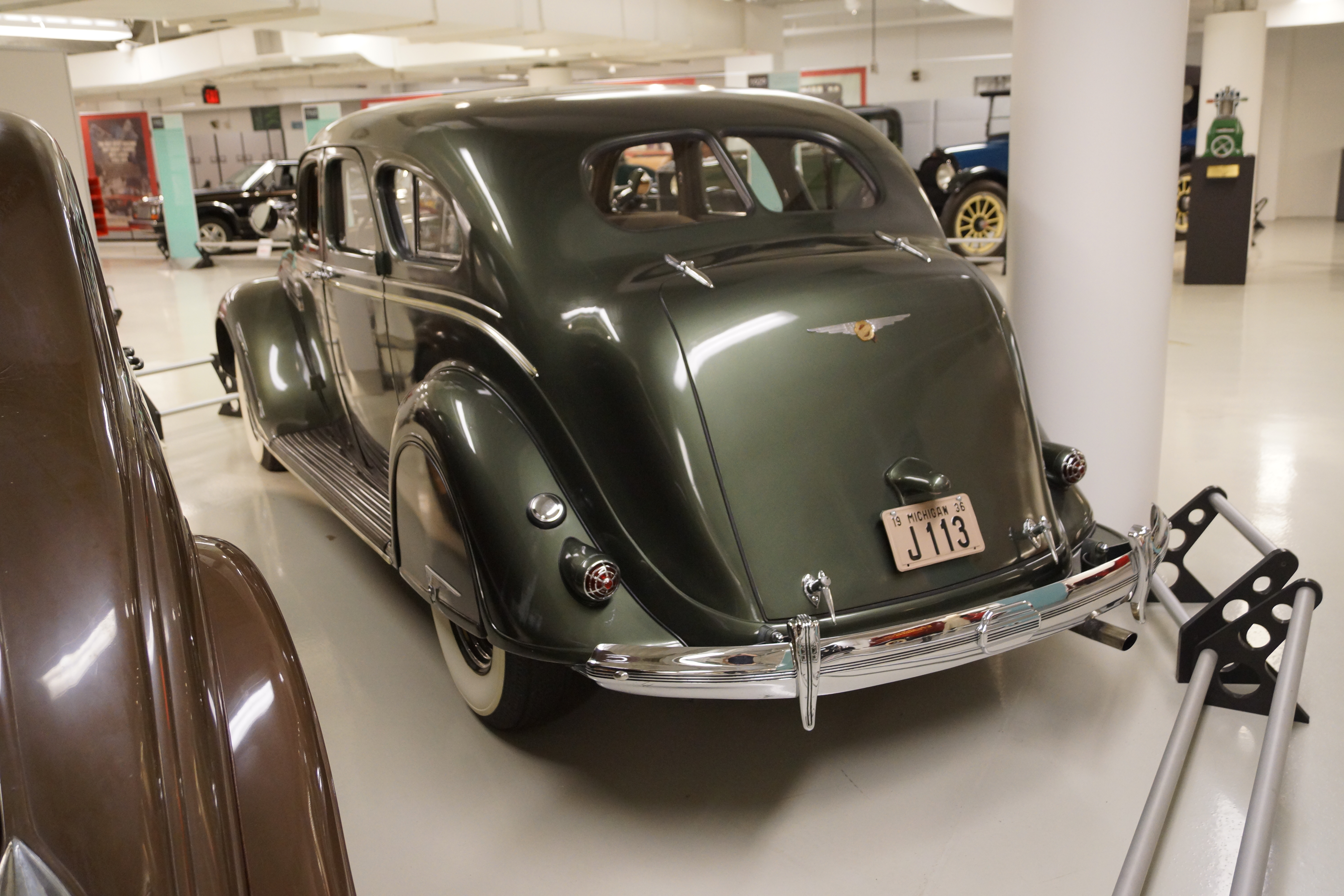
Chrysler Imperial Serie C-10 Airflow Sedán de 1936

El Chrysler Imperial presentado en 1934 ofrecía el diseño 'Airflow', lo que refleja el interés de la compañía por la aerodinámica. El coche se comercializó con el lema "El coche del mañana está aquí hoy". El Serie CV de 1934 presentaba asientos para ocho pasajeros y nuevamente un motor de ocho cilindros, convertido en un Chrysler Airflow con la lujosa apariencia de la gama Imperial y con características opcionales adicionales formando parte de su equipo estándar, incluyendo frenos asistidos por vacío y un carburador Stromberg de dos cuerpos Modelo EE-22. Fue el primer automóvil diseñado en un túnel de viento. Las pruebas iniciales indicaron que el automóvil estándar de la década de 1920 funcionaba mejor en el túnel de viento cuando se orientaba hacia atrás, con la cubierta trasera curva situada por delante contra el flujo de aire. Esto condujo a un replanteamiento fundamental del diseño de los coches de Chrysler, enfocado a reducir el ruido generado por del viento aire en el compartimiento de pasajeros. Tanto el motor como el habitáculo se movieron hacia adelante, proporcionando un mejor equilibrio y condiciones de conducción. Se empleó una forma temprana de construcción monocasco, lo que les dio una ventaja de durabilidad en comparación con la construcción de la carrocería sobre un bastidor. Continuó ofreciendo el sistema de aislamiento de las vibraciones del motor de Chrysler, denominado "Floating Power", y fue uno de los primeros automóviles en disponer un parabrisas curvo de una pieza. La compañía comercializó simultáneamente bajo la marca "Chrysler" los modelos Airstream convencionales junto con los modelos aerodinámicos Airflow, pero la marca "Imperial" solo se ofreció con el novedoso diseño Airflow.
El Imperial Airflow de la Serie CV de 1934 ofrecía el Chrysler Flathead de 8 cilindros en línea y 323,5 plg³ (5,3 L) con una culata de aluminio y transmisión manual con sobremarcha, y las opciones de estilo de carrocería eran un cupé de dos puertas, un sedán de cuatro puertas y un Town Sedan de cuatro puertas con una distancia entre ejes de 128 plg (3251 mm), y un precio de 1.625 dólares (unos 37 011 $ en 2023). El Imperial Custom Airflow Serie CX, de distancia entre ejes más larga, solo se ofrecía en la opción sedán, quedando las opciones Town Sedán y Limusina con una distancia entre ejes de 137,5 plg (3493 mm) por un precio de 2.345 dólares (unos 53 410 $ en 2023). El nivel superior, el Imperial Custom Airflow Series CW, ofrecía un sedán, limusina o limusina urbana de cuatro puertas por 5.000 dólares (unos 113 881 $ en 2023) usando una distancia entre ejes de 146,5 plg (3721 mm) y un motor de ocho cilindros en línea de 384,8 plg³ (6,3 L). Los números de producción documentados para 1934 muestran que se produjeron 2.277 unidades de la Serie CV, 106 de la Serie CX y 67 de la Serie CW. Su prestigio era similar al de la limusina Cadillac Serie 90, el Rolls-Royce Phantom III, el Packard Twelve, el Mercedes-Benz 770, el Renault Suprastella y el del Lincoln Custom.
El público quedó desorientado por el estilo poco convencional del "Airflow", de forma que los modelos convencionales "Airstream" triplicaron las ventas de las versiones aerodinámicas. Las Series C-2 y C-3 del Imperial Airflow de 1935 fueron remanentes de recursos no utilizados en 1934, debido a las decepcionantes ventas después de que la apariencia del coche hiciera que el público se inclinara a favor de sus competidores, mientras que el Chrysler Airstream de estilo convencional, que reemplazó a los Chrysler Serie CA y Serie CB, fue mejor recibido. Los registros documentados de producción total muestran que se fabricaron 2.598 cupés y sedán de la Serie C-2, mientras que solo 125 unidades de la Serie C-3 salieron de la línea de ensamblaje, incluyendo la producción de cupés y sedanes. La Serie CW de nivel superior registró solo 32 limusinas que podían acomodar a ocho pasajeros, ofreciendo cuatro opciones de carrocerías diferentes por un precio mínimo de 5.000 dólares (unos 111 117 $ en 2023).

1936 fue el último año en el que apareció la gama "Airflow", aunque se habían agregado algunas mejoras y características para atraer a los compradores. Se agregó una nueva rejilla, una construcción de techo completamente de acero y se revisó el maletero. Se alargó la distancia entre ejes y las puertas y ventanillas laterales. El parabrisas delantero estaba dividido (o curvado en una sola pieza en el Imperial Custom), y era posible levantar el vidrio frontal hacia afuera basculando desde unas bisagras situadas en la parte superior del marco del parabrisas, mientras que un ventilador de capó retráctil proporcionaba aire fresco dentro del compartimiento de pasajeros. Las cifras de producción continuaron cayendo, reduciéndose a un total de 4.500 unidades del sedán y de los cupés de la Serie C-10 y a 75 sedanes y limusinas de la Serie C-11. Se documentó la venta de un total de 10 ejemplares de la Serie CW, incluidas unidades de años anteriores fechadas como modelos de 1936. La estructura de precios se simplificó en 1.475 dólares (unos 32 779 $ en 2023) para el cupé o sedán de la Serie C-10, y 2.475 dólares (unos 55 003 $ en 2023) para el sedán o limusina de la Serie C-11. Si bien 1936 fue la temporada más rentable para Chrysler desde 1929, el programa Airflow se canceló. El fracaso comercial de la gama Airflow no impidió que los Imperial Custom Airflow hayan sido reconocidos posteriormente como clásicos por el Classic Car Club of America.

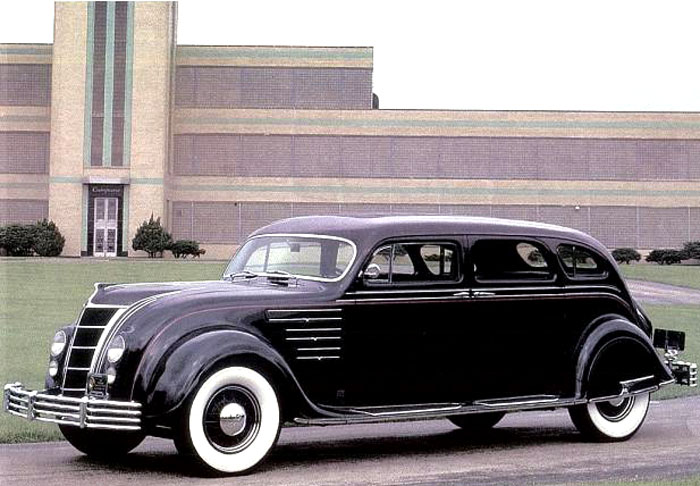
Chrysler Imperial Serie CX Airflow Limousine de 1934
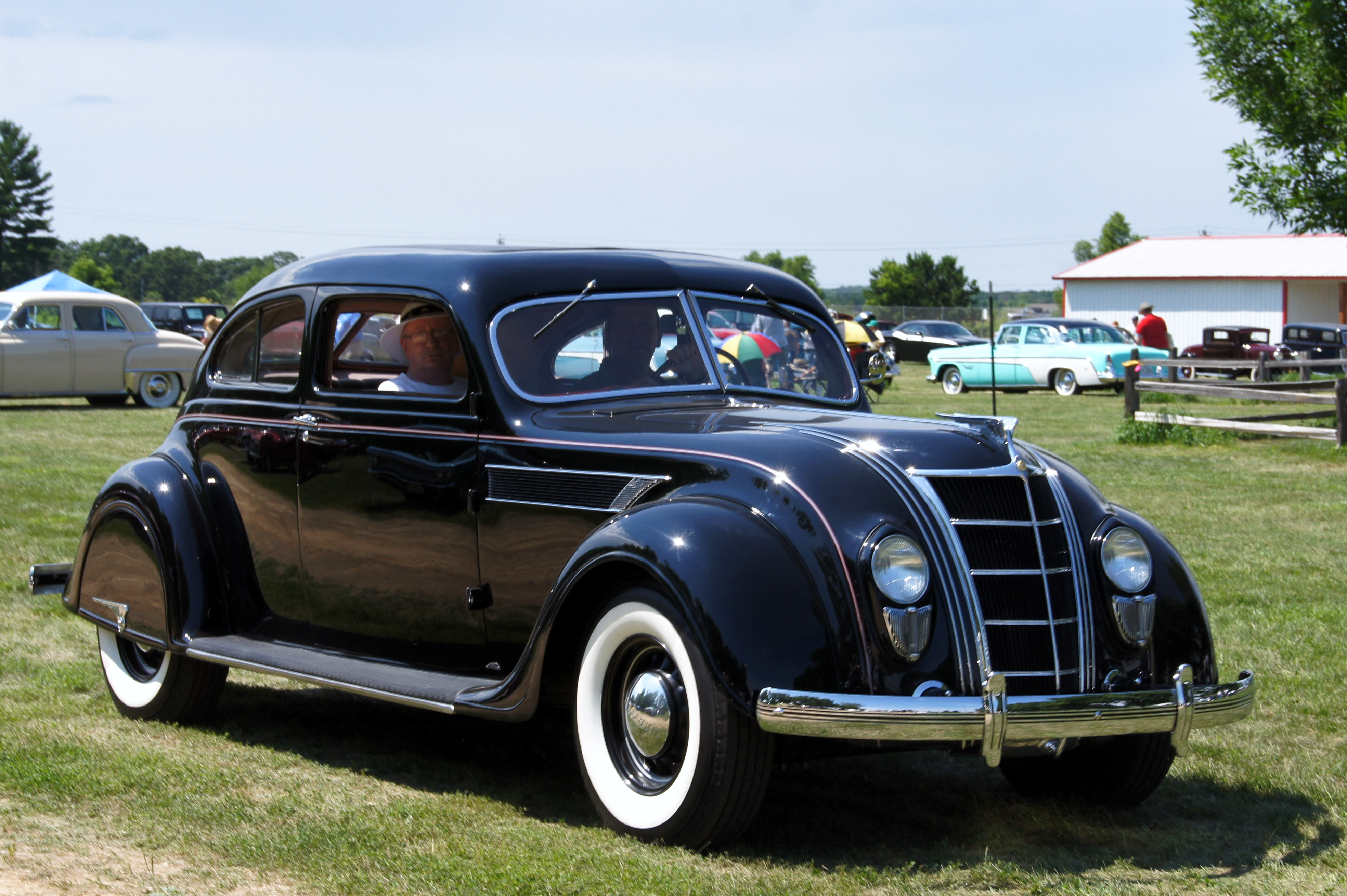
Chrysler Imperial Series C-2 Cupé de 1935
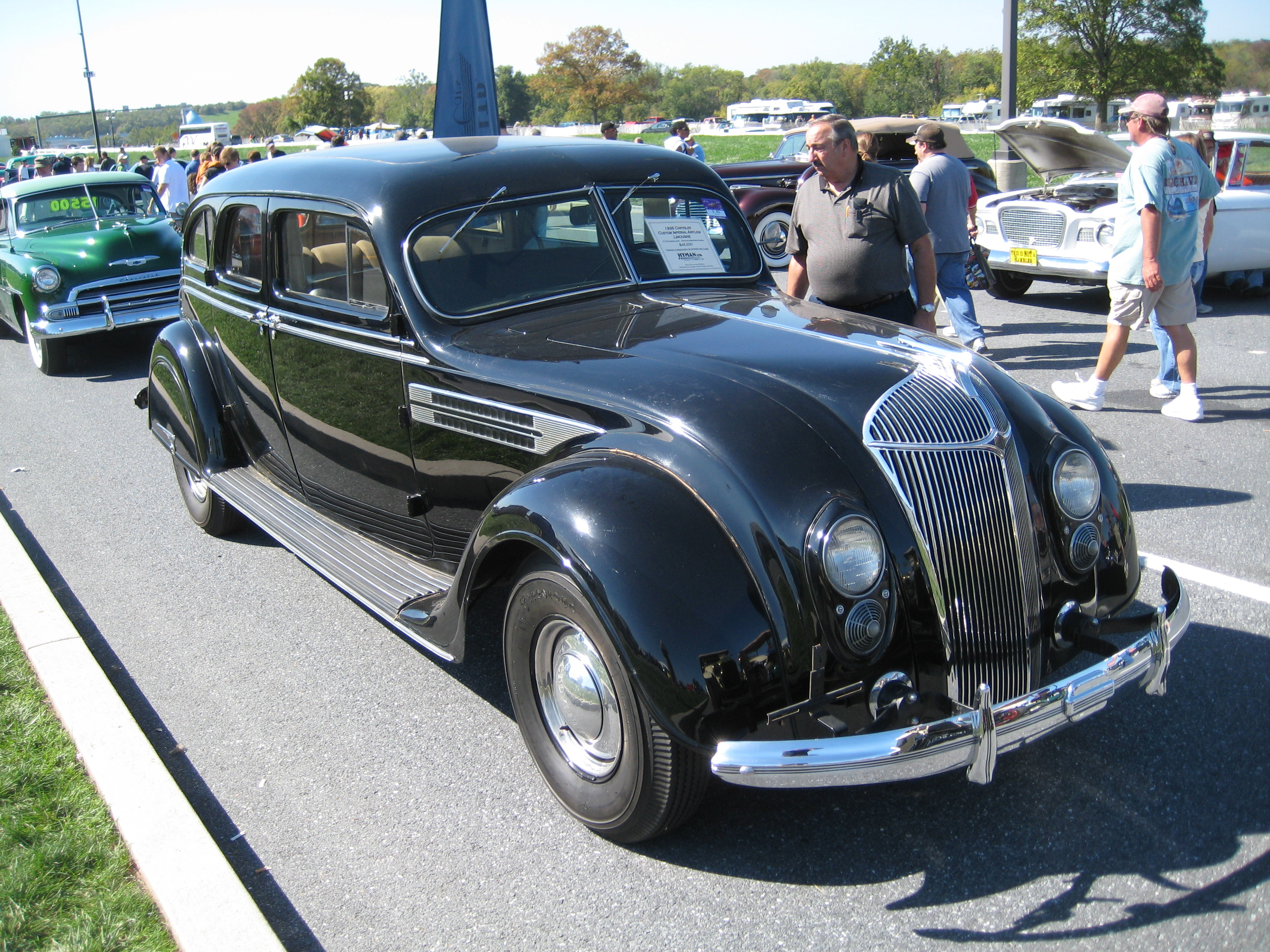
Chrysler Imperial Custom Series C-11 Airflow Sedán de 1936
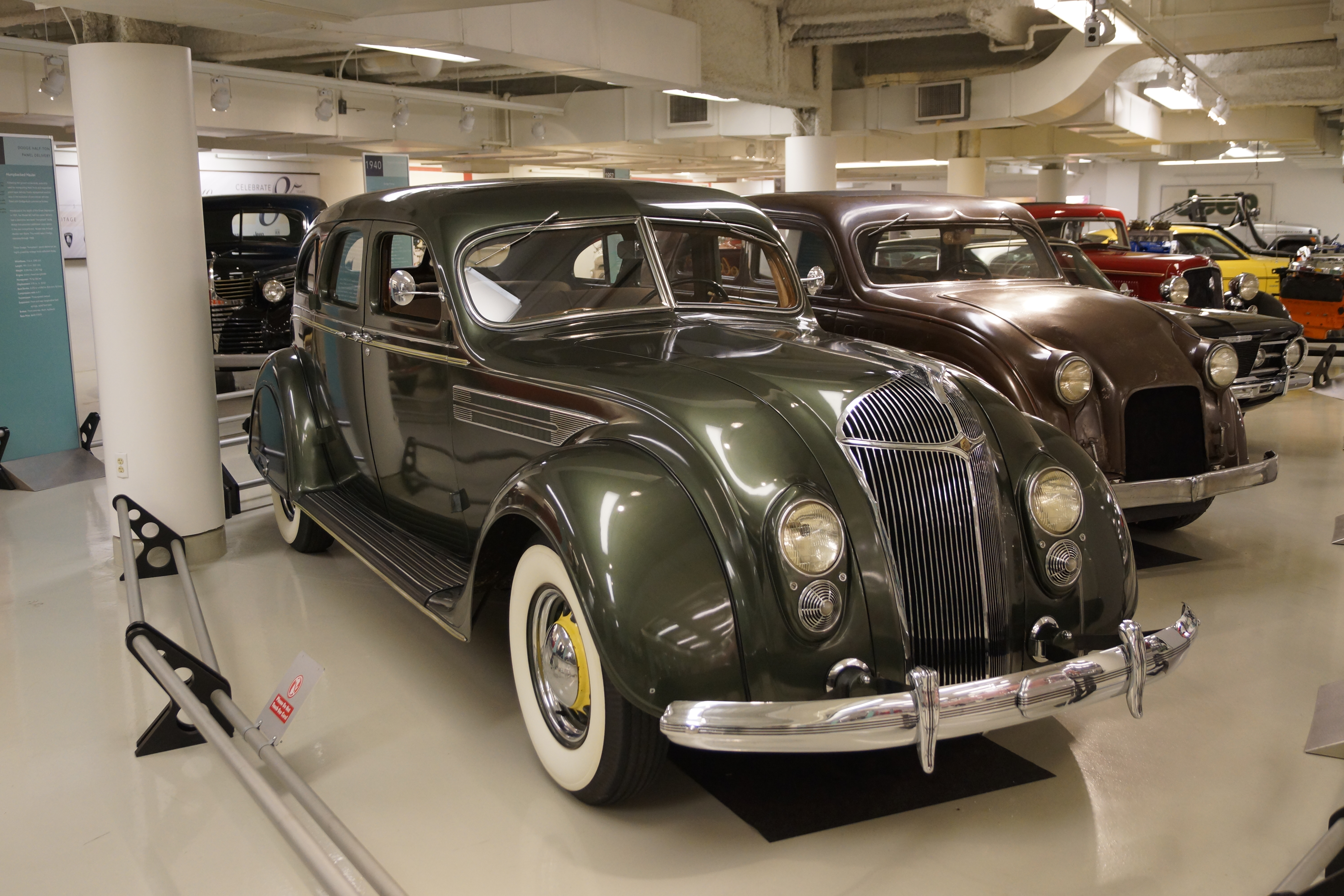
Chrysler Imperial Series C-10 Airflow Sedán de 1936

## 1937-1939

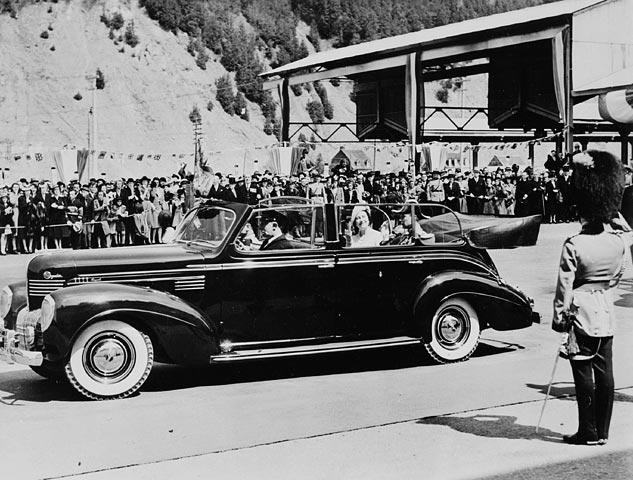
Chrysler Imperial Custom Convertible Town Car de 1939 carrozado pod Derham, transportando a los reyes de Inglaterra

Chrysler volvió a la construcción con la carrocería sobre un bastidor, y había tres modelos en esta generación designados como Imperial. El aspecto aerodinámico se modificó con un regreso al estilo "torpedo", compartiendo la apariencia de un capó y capota largos y rectos y moviendo los faros hacia afuera en los guardabarros delanteros, con el aspecto más exitoso de la gama "Airstream". La Serie C-14 ofreció motores de ocho cilindros en línea, compartidos con el Chrysler Royal C-16. La Serie C-15 incluía el Imperial Custom y el Town Sedán Limusina, que se suministraban bajo pedido y tenían las ventanas de los cuartos traseros paneladas. El modelo de nivel superior, la Serie CW Custom Imperial continuó ofreciéndose, pero fue un coche muy exclusivo, utilizando una distancia entre ejes de 146,5 plg (3721 mm) y eliminando la placa de identificación "Airflow". Las innovaciones para 1937 incluyeron ventilación con desempañadores, herrajes interiores de seguridad (como manijas de puertas flexibles y controles empotrados en el tablero de instrumentos), acolchado en el respaldo de los asientos y soportes del motor completamente aislados. Los frenos eran tambores de 13 pulgadas, que en 1939 se aumentaron a 14 pulgadas, aunque se redujeron a tambores de 12 pulgadas en 1940. La suspensión delantera era independiente. Disponía de un sistema de ventilación inusual, que contaba con una manivela oculta que permitía sacar la base del parabrisas hacia afuera. El borde superior del capó del motor tenía bisagras, y se abría desde la rejilla hacia arriba. El acceso al motor se acomodó con paneles laterales del capó que se liberaban mediante pestillos interiores. Un Imperial Custom Serie C-15 Convertible Sedan de Derham se utilizó como Coche Oficial de la AAA en las 500 Millas de Indianápolis de 1937, y se pintó de plata y negro para celebrar el 25 aniversario de la pista de carreras.
Según los registros documentados de 1937, se produjeron 11.976 unidades del Sedán Touring Serie C-14 a un precio de 1.100 dólares (unos 23 314 $ en 2023). Si bien el Imperial Custom Serie CW se ofreció en su último año con la gama de 1937, la documentación no registra que se hubiera construido ninguno, mientras que figura que tres CW de la Serie 1937 se actualizaron con características de apariencia de 1936 y carrocería LeBaron. El primero fue construido para la familia Hershey que tenía una colección de coches antiguos, convertida en el Museo de la AACA en Hershey (Pensilvania). El segundo Serie CW fue construido para el Presidente de Filipinas Manuel L. Quezon, el primer presidente de la Mancomunidad Filipina, y es mantenido por el estado del país asiático. El tercer automóvil fue construido para la personalidad de la radio Major Edward Bowes, y posteriormente se incorporó a la colección de automóviles de Frank Kleptz de Terre Haute, Indiana. Un artículo de la revista Life escrito en 1940 citaba el valor del automóvil Major Bowes en 25.000 dólares (unos 543 705 $ en 2023). Según los registros, después de la muerte del Sr. Bowes, el automóvil regresó a Chrysler en 1941. Supuestamente fue repintado en negro sobre el Brewster Green original y puesto en servicio en tiempos de guerra en 1942, siendo utilizado por Chester Nimitz como automóvil oficial.
Para 1938, la Serie C-19 se compartió con el Imperial y el nuevo New York Special, que se convirtió en el New Yorker en 1939. Mientras que el New York Special se ofreció como un Business Cupé, del que no hay registros que muestren que se construyera alguno, y un Touring Sedán de cuatro puertas, la Serie Imperial C-19 se ofreció en seis opciones de carrocería y el chasis estaba disponible por separado para elecciones de carrocería adicionales. Tres opciones de convertible, para incluir un roadster de dos puertas con transportín y un convertible de cuatro puertas se cotizaron entre 1.123 dólares (unos 24 308 $ en 2023) y 1.595 dólares (unos 34 937 $ en 2023). El Imperial Custom ofreció tres opciones de carrocería de fábrica y cinco opciones personalizadas proporcionadas por Derham incluyendo dos limusinas convertibles y dos Town Car. La Serie CW del Imperial Custom ya no se ofreció. Según registros documentados, se produjeron 8.554 unidades del Sedán Touring Serie C-19 a un precio de 1.198 dólares (unos 25 931 $ en 2023).
En 1939, se actualizaron los nombres de los modelos y los números de serie. La Serie C-23 se compartió con el Imperial, el New Yorker y el Saratoga. Los tres compartían el motor de ocho cilindros en línea, con una culata de aluminio opcional en el motor de alta compresión. Las distinciones visuales se pueden encontrar en las telas interiores, el número de piezas cromadas en la parrilla y las placas de identificación instaladas. Una opción de carrocería Victoria, proporcionada por Hayes Body Company, se ofreció en el Imperial junto con un Business Cupé de dos puertas o un Brougham Cupé de cinco pasajeros y un sedán de cuatro puertas. La Serie C-24 de nivel superior ofrecía tres sedanes completamente equipados de fábrica, incluida una limusina, o tres opciones de estilo de carrocería convertible de Derham. El coche de la foto es propiedad de J.G. Martin (mecánico retirado de aerolínea), un Serie C-24 sedán limusina de 1939 para 7 pasajeros, que él y su hijo Tim piensan que es la única limusina para 7 pasajeros producida en 1939 que aún se encuentra en condiciones de circular. El precio de cotización era de 2.695 dólares (unos 59 032 $ en 2023). Uno de los tres Imperial Town Car convertibles personalizados por Derham fue construido especialmente para la Gira Real por Canadá de 1939, protagonizada por el rey británico George VI y la reina Isabel cuando estaban de visita en los Estados Unidos. Este automóvil luego fue donado a la Legión Americana de Detroit.
Tras un intento de asesinato en 1937, se compró un Chrysler Imperial blindado como automóvil oficial del primer ministro de Portugal António de Oliveira Salazar.

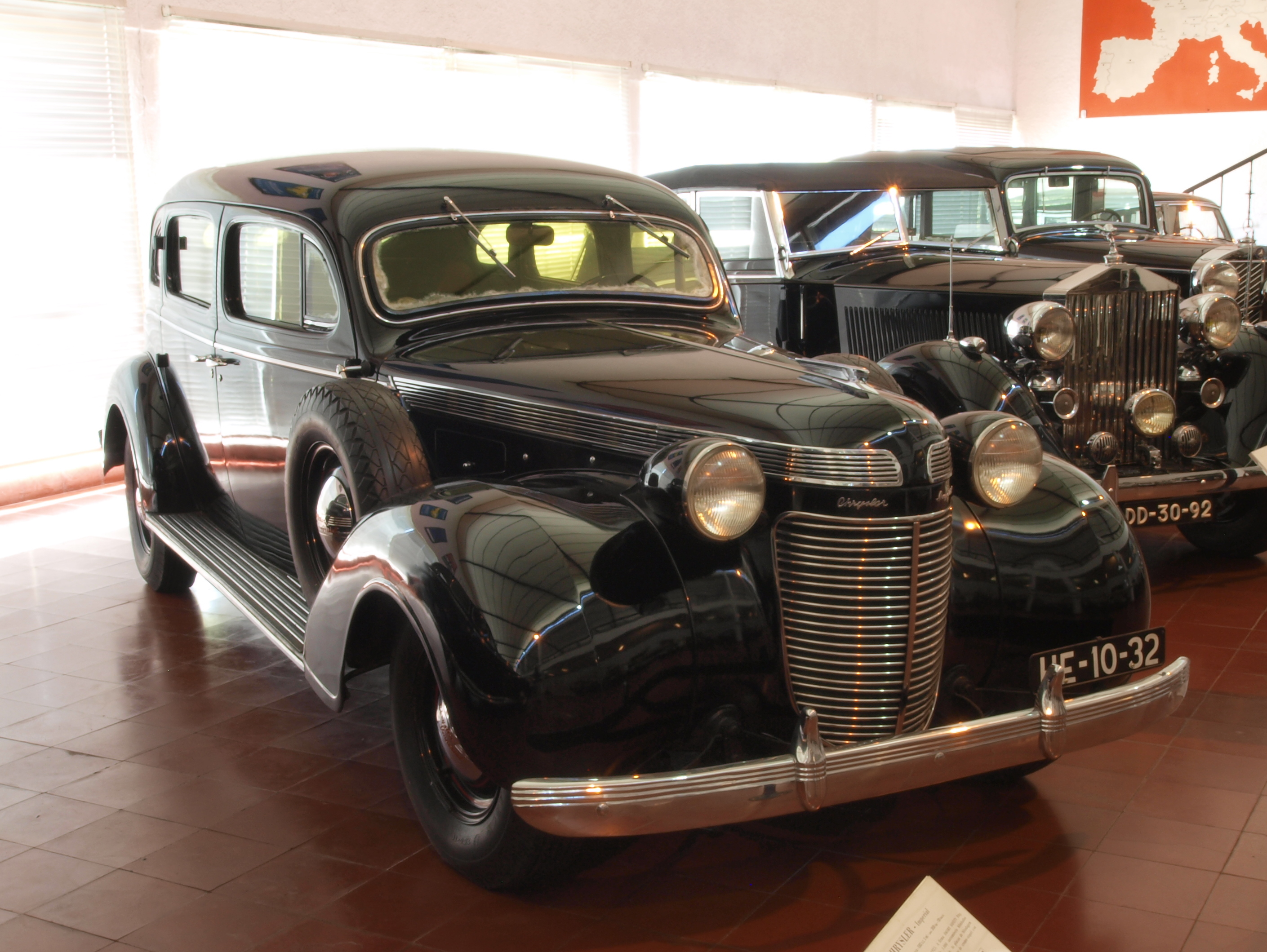
Chrysler Imperial Series C-14 Touring Sedán de 1937
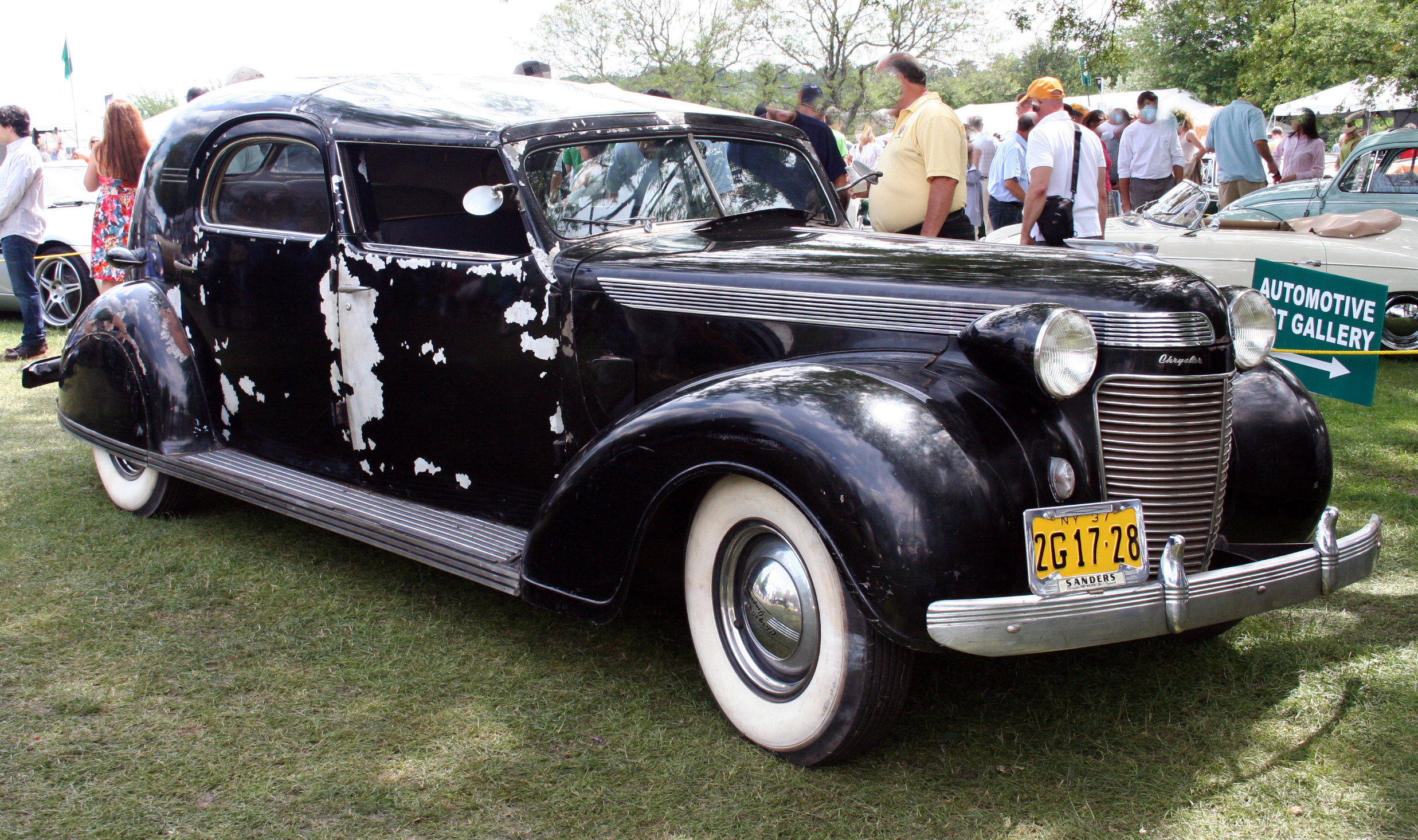
Chrysler Imperial Custom Serie C-15 LeBaron Town Sedán Limusina originalmente encargado por Walter P. Chrysler en 1937
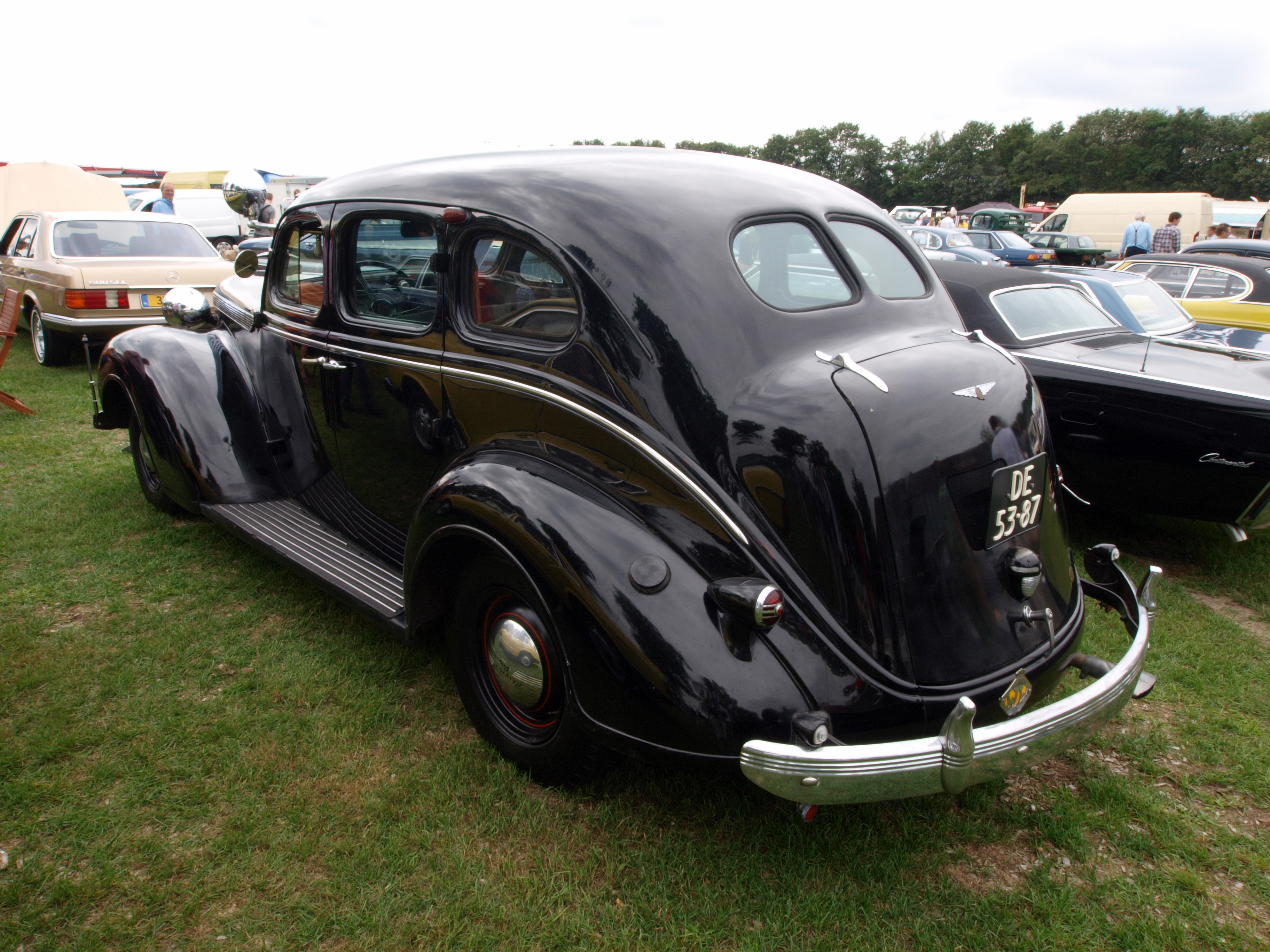
Chrysler Imperial Serie C-14 Touring Sedán de 1937
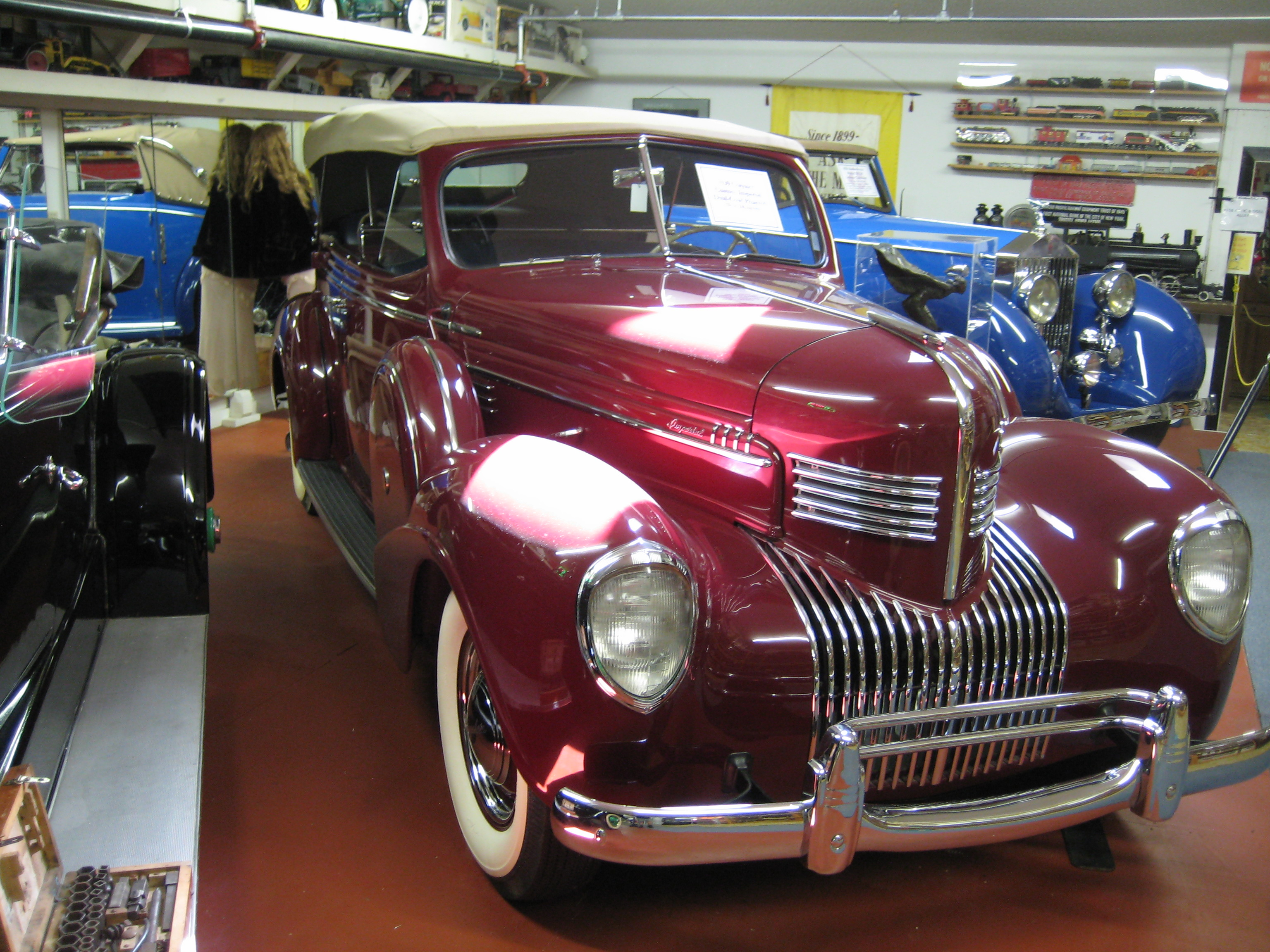
Chrysler Imperial Custom Serie C-24 Town Faetón por Derham (1939)

## 1940-1948
En 1940, el Imperial Crown Series C-27 fue el único vehículo que usó la placa de identificación "Imperial" y se ofreció en cuatro estilos de carrocería denominados sedán de seis pasajeros, sedán de ocho pasajeros, limusina de ocho pasajeros, y el Derham Parade Faetón de seis pasajeros. El estilo se compartió con todos los modelos Chrysler de ese año, e incluía luces de estacionamiento en el guardabarros delantero con estribos convencionales. La identificación del modelo Chrysler se limitaba a una placa de identificación adjunta en la parte delantera del guardabarros, justo debajo del capó del motor, y disponía de tapicería interior y características estándar instaladas que eran opcionales en otros modelos. El sedán de seis pasajeros ofrecía compartimentos de almacenamiento en los respaldos de los asientos delanteros y reposapiés, mientras que el sedán de ocho pasajeros reemplazó los compartimentos de almacenamiento con espacio para guardar los asientos plegables retráctiles y sin reposapiés. La limusina disponía de una división de vidrio retráctil entre el conductor y el compartimiento del pasajero, asientos de cuero para el conductor y tapicería de lana para el compartimiento de pasajeros, frenos hidráulicos Lockheed, y limpiaparabrisas eléctricos de dos velocidades, que eran equipo estándar. El precio de la limusina era de 2.695 dólares (unos 58 611 $ en 2023).
El Imperial Crown Serie C-33 de 1941 siguió siendo exclusivo y había modelos especiales disponibles. El Imperial Special Town Sedán usó el chasis del New Yorker, más corto, con una placa de identificación Imperial Crown. Su precio era de 1.675 dólares (unos 36 458 $ en 2023). Telas interiores Laidlaw, neumáticos Goodyear Double Eagle sobre "llantas de seguridad" de acero prensado y elevadores de ventanas electrohidráulicos fueron algunos de los elementos instalados. La apariencia de la carrocería se compartió con los productos Chrysler de las temporadas 1941 y 1942. El único chasis de un Imperial Crown Serie C-33, con carrocería suministrada por Derham, se registró para ser utilizado en una limusina Imperial Custom landaulet para Walter O. Briggs, presidente de la Briggs Manufacturing Company.
El año de producción de 1942 fue breve y el New Yorker reemplazó a la mayor parte de la línea de productos Imperial. La nueva designación Imperial Crown Serie C-37 fue el único producto que usó la placa de identificación "Imperial", mientras que Derham continuó construyendo limusinas personalizadas, "town cars" y convertibles de cuatro puertas usando la designación Serie C-37, con un precio de la limusina de 3.065 dólares (unos 57 155 $ en 2023). Al igual que con todos los automóviles fabricados en Estados Unidos, la producción se suspendió en febrero de 1942 debido a las demandas de producción de la Segunda Guerra Mundial, y no se reanudó hasta la gama de modelos del año 1946.

Cuando Chrysler dejó de utilizarlo, el nombre "Imperial" se introdujo en el Cadillac Serie 70 limusina de nivel superior, comenzando en 1941 y hasta 1946, cuando regresó la limusina Imperial Crown. El Imperial Crown de 1946 continuó la tradición de compartir una apariencia común con todos los vehículos de la marca Chrysler y podría distinguirse por la distancia entre ejes de 145,5 plg (3696 mm), tapizado de lana velarte para los pasajeros de atrás con tapizado de cuero para el compartimiento delantero, separado por una ventana divisoria del conductor, y otras características de lujo estándar. Los registros de producción de la Serie C-40 muestran que solo se construyeron 165 unidades, vendidas a un precio de 3.875 dólares (unos 60 545 $ en 2023), frente a competidores como el Cadillac Series 75 Fleetwood y el Packard Custom Super Clipper. El año de 1947 vio un aumento de la producción a 740 unidades, a pesar de un aumento en el precio a 4.305 dólares (unos 58 743 $ en 2023 ) sin cambios de apariencia o características; mientras que en 1948 la producción se redujo a 495 unidades, con un precio de 4.767 dólares (unos 65 047 $ en 2023 ).

## 1949-1954
El nombre Imperial regresó en 1949 como sedán, mientras que la limusina Imperial Crown se mantuvo en la gama mientras Chrysler celebraba su 25 aniversario. El Imperial de corta distancia entre ejes solo estaba disponible como un sedán de cuatro puertas y seis pasajeros. El Imperial Crown de 4 puertas y 8 pasajeros estaba disponible como sedán o como limusina con una ventana divisoria retráctil. Los Imperial de 1949 son muy raros, ya que los registros de producción muestran que solo se construyeron 50 sedanes Imperial y 85 limusinas Imperial Crown.
El nuevo sedán Imperial hecho a medida se basó en el Chrysler New Yorker. Compartía el mismo acabado, pero tenía un techo cubierto de lona y tapizado de cuero y velarte. Estas características fueron concebidas por la carrocera Derham, sobre la nueva chapa metálica Chrysler de posguerra. Los Imperial Crown de principios de 1949 eran en la práctica restos de la década de 1948. Los modelos realmente nuevos no llegaron hasta marzo de 1949. Su estilo era más elegante que los modelos anteriores, pero conservador. Se utilizaron menos barras, pero más gruesas, en la rejilla frontal de trama cruzada. Las piezas horizontales superior y central envolvían los guardabarros delanteros. Para decorar el lateral de la carrocería se utilizaron molduras sobre los paneles, protectores contra piedras proyectadas en los guardabarros traseros, molduras de ventana inferior de longitud completa y tiras cromadas horizontales en los guardabarros traseros, y también desde los faros hasta aproximadamente la mitad de las puertas delanteras.
El Crosley Hot Shot de 1950 a menudo recibe el crédito de ser el primer automóvil con frenos de disco producido en serie, pero el Chrysler Imperial Crown en realidad los tenía primero como equipo estándar a principios de 1949. El freno de disco de Crosley fue un desarrollo de Goodyear, un tipo de pinza con rotor ventilado, originalmente diseñado para aplicaciones aeronáuticas. Solo lo incluyó el modelo Hot Shot. La falta de investigación suficiente causó enormes problemas de fiabilidad, especialmente en regiones que requerían el uso de sal en carreteras invernales, con daños provocados por la formación de adherencias y la corrosión. La reinstalación de frenos de tambor fue bastante habitual en los Hot Shot.
El sistema de frenos de disco en las 4 ruedas de Chrysler era más complejo y costoso que el de Crosley, pero mucho más eficiente y fiable. Fue construido por Auto Specialties Manufacturing Company (Ausco) de St. Joseph (Míchigan), bajo las patentes del inventor H.L. Lambert, y se probó por primera vez en un Plymouth de 1939. A diferencia del disco con una pinza, el sistema de Ausco-Lambert utilizaba discos de expansión gemelos que rozaban contra la superficie interior de un tambor de freno de hierro fundido, que hacía las veces de caja de freno. Los discos se separaban para crear fricción contra la superficie interior del tambor mediante la acción de los cilindros de rueda estándar.
Los discos de Chrysler eran "autoenergéticos", en el sentido de que parte de la energía de frenado contribuía al propio esfuerzo de frenado. Esto se logró mediante pequeñas bolas colocadas en orificios ovalados, dirigidos a la superficie del freno. Cuando el disco hacía contacto inicial con la superficie de fricción, las bolas se veían forzadas a subir por los orificios, lo que obligaba a los discos a separarse más y aumentaba la energía de frenado. Esto hizo que la presión de frenado fuera más ligera que con las pinzas (evitando el agotamiento de los frenos), permitió un funcionamiento con menor calentamiento y proporcionó un tercio más de superficie de fricción que los tambores Chrysler estándar de 12 pulgadas (30,5 cm). Pero debido al costo, los frenos solo fueron un estándar en el Chrysler Imperial Crown hasta 1954 y el Town and Country Newport en 1950. Sin embargo, eran opcionales en otros Chrysler, con un precio de alrededor de 400 dólares, en un momento en que un Crosley Hot Shot completo se vendía al por menor a 935 dólares. Los propietarios actuales consideran que el sistema Ausco-Lambert es muy fiable y potente, reconociendo su agarre y sensibilidad.
El Imperial de 1950 era esencialmente un New Yorker con un interior personalizado. Tenía un tratamiento de parrilla estilo Cadillac que incluía luces de señal circulares encerradas en una pieza cromada acanalada envolvente. La moldura lateral era similar al modelo del año anterior, pero la tira del guardabarros delantero terminaba en las puertas delanteras y la moldura del guardabarros trasero estaba en el nivel superior del neumático, integrada en la protección contra piedras. A diferencia del Imperial estándar, el Imperial Crown tenía un tratamiento lateral en el que las molduras del guardabarros trasero y la protección contra piedras proyectadas estaban separadas. Las molduras del umbral de la carrocería se usaron en todos los Imperial, pero en los modelos Crown eran más masivas. Había disponible una versión especial de la limusina, que presentaba un interior de cuero y parasoles en las ventanillas traseras. Los elevalunas eléctricos eran estándar en el Imperial Crown.
En un movimiento inusual para la década de 1950, el Imperial de 1951 tenía notablemente menos cromo que el New Yorker de menor precio, que era su base. También tenía tres barras de parrilla horizontales con las luces de estacionamiento entre las barras y una pieza central vertical cromada. Aparte de la placa de identificación del guardabarros delantero, la moldura lateral de la carrocería se limitaba a las molduras debajo de las ventanas, molduras de los paneles laterales, escudos de metal brillante y una tira de moldura horizontal pesada que atravesaba las molduras de los guardabarros. Se agregaron tres estilos de carrocería de 2 puertas al modelo Imperial en 1951: un Club cupé, uno con capota rígida y un convertible. Solo se vendieron 650 unidades del convertible que dejaría de producirse al año siguiente), con un precio de 4.402 dólares (unos 51 673 $ en 2023). 1951 fue también el año en que Chrysler presentó su Firepower V8 de 331 plg³ (5,4 L). La dirección asistida  "Hydraguide", una primicia en la industria para su uso en automóviles de producción en serie, estuvo disponible en el Imperial por 226 dólares adicionales, y era estándar en el Imperial Crown.
Los Imperial de 1952 eran prácticamente idénticos a los modelos de 1951, y la forma de diferenciarlos es mediante la referencia a los números de serie. El estilo de carrocería convertible se abandonó en 1952. A diferencia del caso del resto de los Chrysler, las luces traseras del Imperial no se cambiaron. La dirección asistida era estándar. El "nuevo" Imperial Crown tampoco se modificó para 1952. Solo 338 de estos automóviles se fabricaron en el modelo de 1951-1952, y los números de serie indican que 205 se registraron como automóviles de 1952. Un cambio menor fue una reducción de una pulgada (2,5 cm) en la medida de la banda de rodadura delantera.
En 1953, el modelo Imperial pasó a llamarse Imperial Custom. Aunque se parecía al New Yorker, tenía una distancia entre ejes, luces traseras y molduras laterales diferentes. Los guardabarros delanteros y la defensa del guardabarros trasero más alta lo distinguen de los Chrysler "ordinarios". Este fue también el primer año del estilizado adorno en el capó con forma de águila. Los frenos eléctricos, las ventanas eléctricas, los reposabrazos centrales plegables (delanteros y traseros) y un tablero acolchado eran estándar. Las luces de estacionamiento en todos los Imperial se colocaron entre las molduras de la parrilla superior y central, una variación del diseño utilizado en otros Chrysler. Un nuevo modelo fue la limusina Imperial Custom para seis pasajeros que tenía de serie elevalunas eléctricos, ventanilla eléctrica divisoria, luces de cortesía a nivel del suelo, calefactor del compartimento trasero, reposapiés abatibles, reloj montado en el respaldo e interiores de cuero o tela de lujo especiales. El 10 de marzo de 1953, el techo rígido exclusivo del Imperial Custom Newport se agregó a la línea Imperial, con un coste de 325 dólares adicionales sobre el precio del sedán de ocho pasajeros (unos 3701 $ en 2023). El cupé Club de 2 puertas se dejó de fabricar. Los sedanes Imperial Custom ahora tenían una distancia entre ejes 2 pulgadas (50,8 mm) más larga que los modelos de techo rígido de 2 puertas. El adorno del águila era casi lo único nuevo en el Imperial Crown de 1953. La placa de identificación se cambió ligeramente y la limusina presentaba molduras en la parte superior de los guardabarros traseros. El Imperial Crown disponía de un sistema eléctrico de 12 voltios (los Imperial Custom todavía tenían un sistema de 6 voltios) y la primera transmisión automática completa de Chrysler, llamada PowerFlite, se instaló en un número limitado de automóviles para su prueba y evaluación. La dirección asistida era estándar en los Imperial Crown. Además, 1953 fue el primer año en que el Imperial tenía un parabrisas de una pieza, en lugar de uno de dos piezas. Un tablero acolchado era estándar.
El Chrysler Imperial de 1953 fue el primer automóvil de producción en serie en doce años en tener aire acondicionado, tras los experimentos tentativos de Packard en 1940 y Cadillac en 1941. Walter P. Chrysler se había encargado de la invención del sistema de aire acondicionado Airtemp en la década de 1930 para el Edificio Chrysler, y aparentemente lo había ofrecido en sus automóviles en 1941-42, y nuevamente en 1951-52, pero se sabe que ninguno se vendió en esta última forma hasta el modelo del año 1953. En realidad, al instalar unidades de aire acondicionado Airtemp opcionales en sus Imperial en 1953, Chrysler se adelantó a Cadillac, Buick y Oldsmobile, que agregaron aire acondicionado como una opción en los modelos del año 1953.
El sistema Airtemp era más sofisticado y eficiente que los complicados aires acondicionados rivales de 1953. Recirculaba, en lugar de simplemente enfriar, el aire dentro del vehículo, y también era la unidad de mayor capacidad disponible en un automóvil. También era fácil de operar, con un solo interruptor en el tablero marcado con posiciones baja, media y alta, que el conductor seleccionaba como deseaba. El sistema era capaz de enfriar un Chrysler de 120 a 85 grados Fahrenheit (49 a 29 °C) en aproximadamente dos minutos y de eliminar por completo la humedad, el polvo, el polen y el humo del tabaco al mismo tiempo. Dado que dependía del aire fresco y absorbía un sesenta por ciento más que cualquier sistema contemporáneo, Airtemp evitó la obsolescencia asociada con el aire acondicionado automotriz en ese momento. Era silencioso y discreto. En lugar de conductos de plástico montados a la vista como en GM y en otros automóviles, pequeños conductos dirigían el aire frío hacia el techo del automóvil, donde se filtraba alrededor de los pasajeros en lugar de soplar directamente sobre ellos, una característica que los automóviles modernos han perdido.
En 1954, el Imperial Custom tenía una nueva parrilla que consistía en una gruesa barra central horizontal envolvente con cinco crestas en la parte superior y luces circulares de señales integradas. La placa de identificación del guardabarros delantero estaba encima de una tira de cromo, que se extendía en la puerta delantera hasta el frente de la abertura de la puerta. La protección contra piedras del guardabarros trasero era más grande que en 1953, pero la moldura del panel lateral y el estilo de la tira cromada del guardabarros trasero seguían siendo los mismos. Las luces de marcha atrás ahora estaban ubicadas directamente debajo de las luces traseras, en lugar de dividir las luces como en el modelo del año anterior. El Imperial Crown compartía el estilo básico con el Imperial Custom. Sin embargo, tenía puertas traseras de apertura central y luces traseras en los guardabarros tipo Cadillac. El aire acondicionado era estándar en el Imperial Crown.

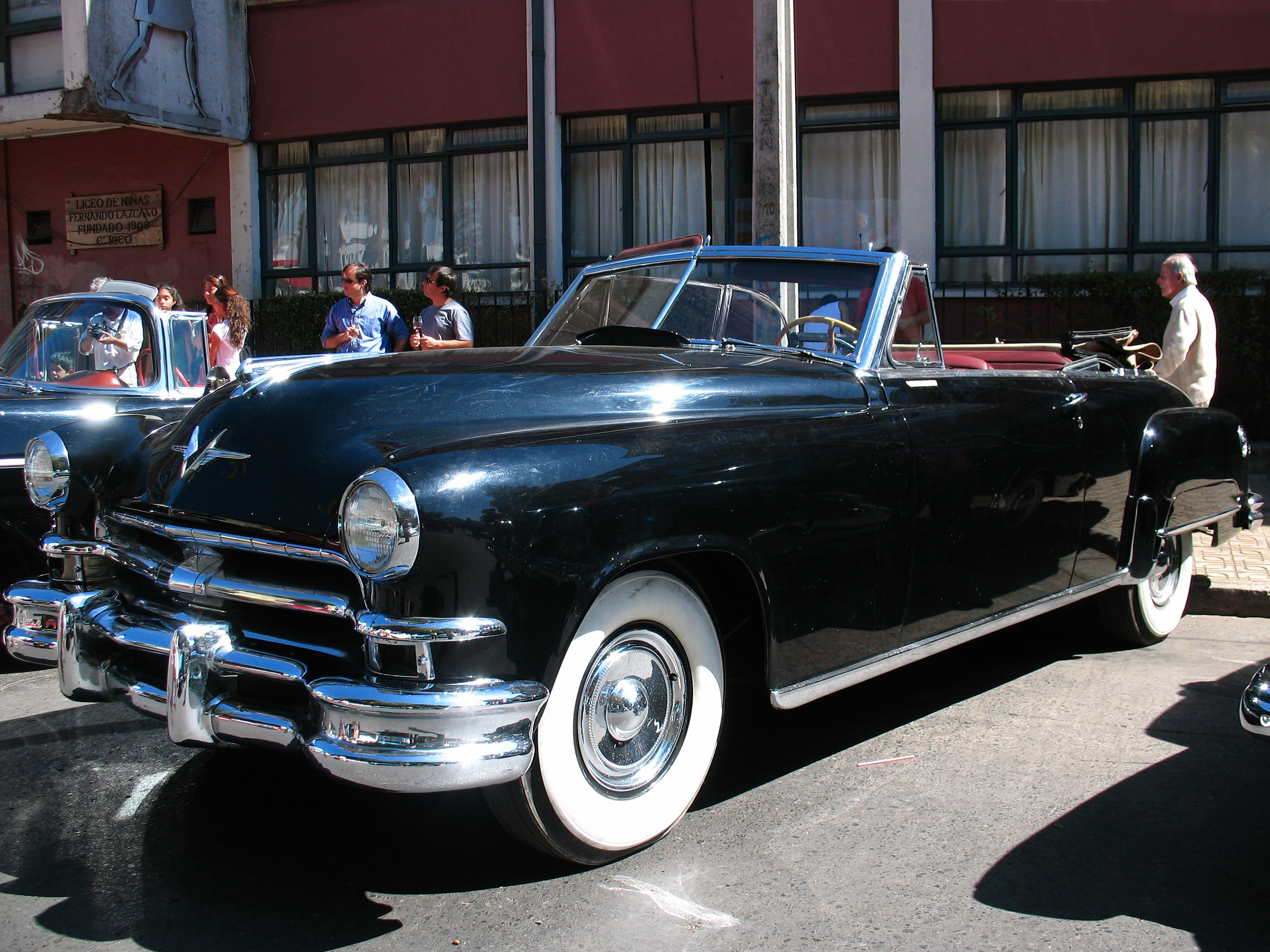
Chrysler Imperial Convertible (1951)
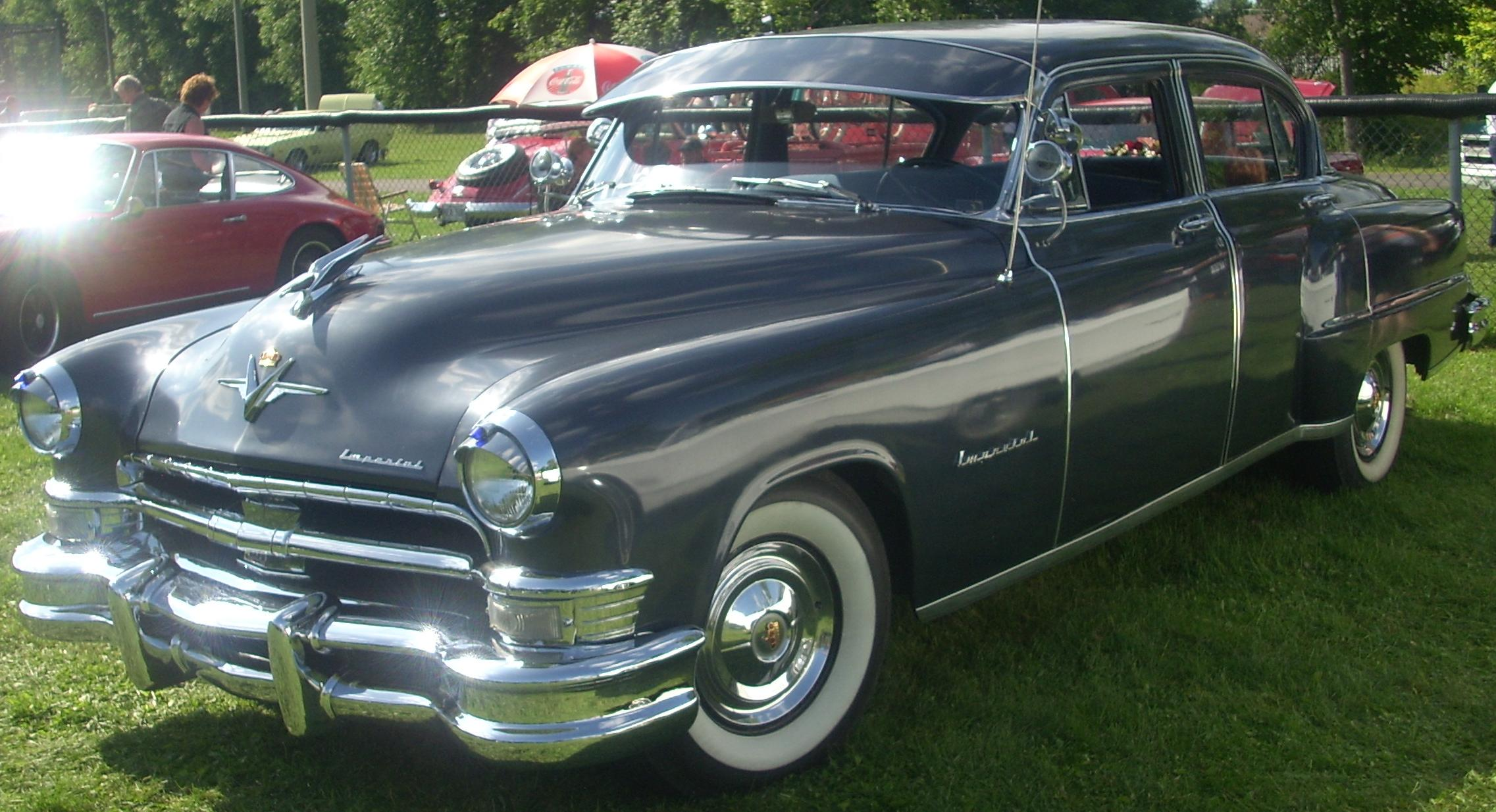
Chrysler Imperial Custom (1953)
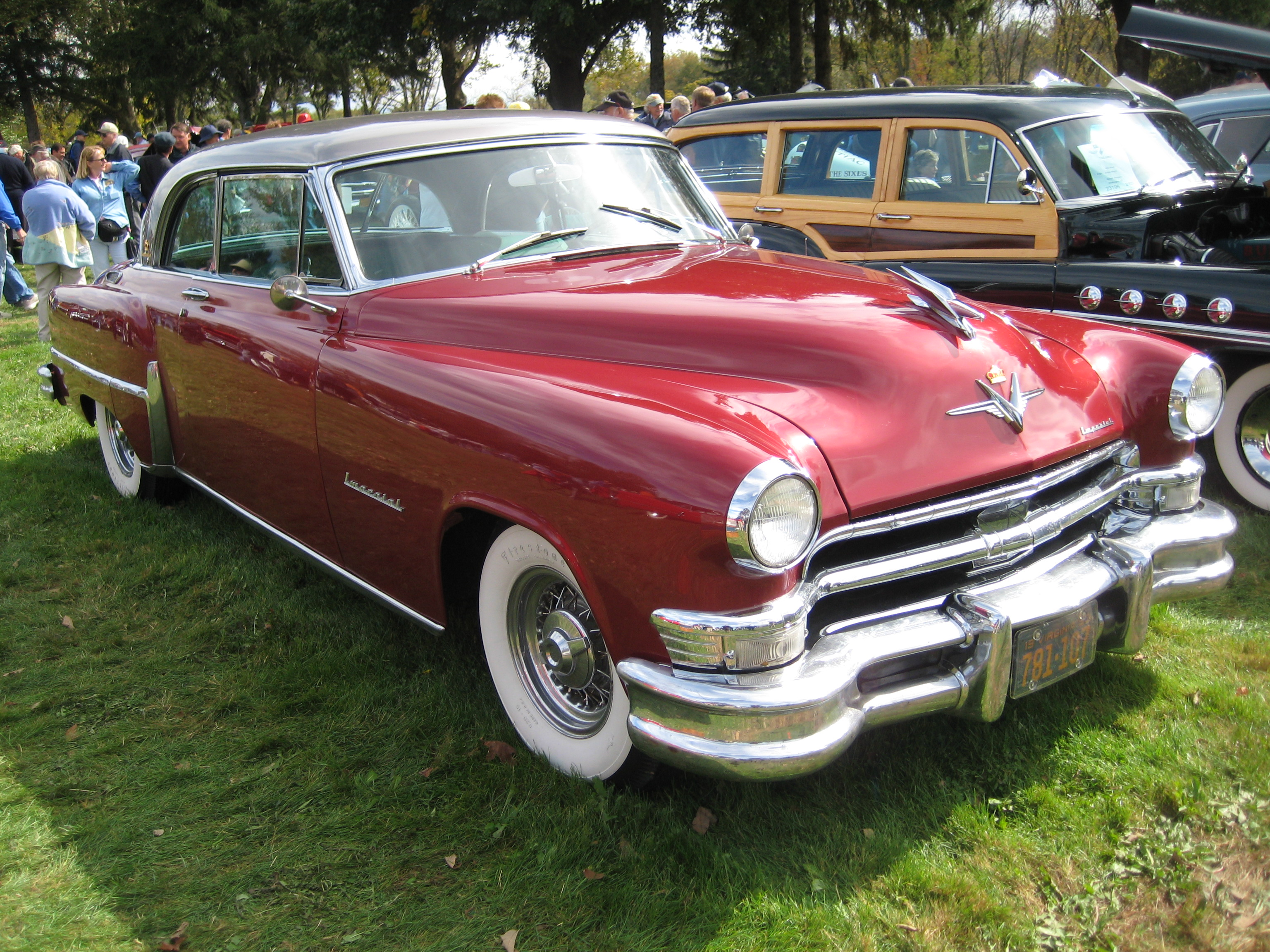
Chrysler Imperial Custom Newport hardtop cupé (1953)
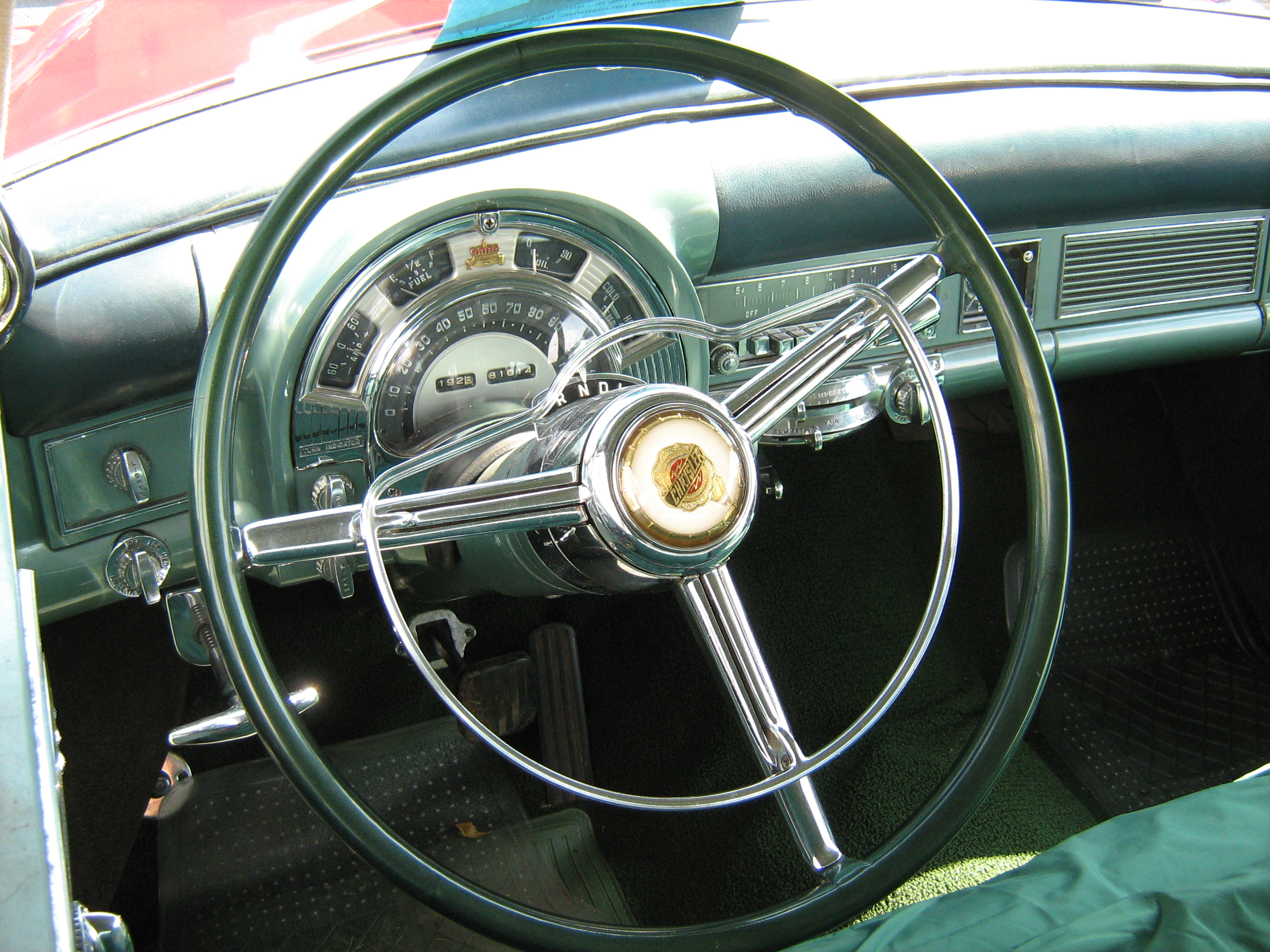
Interior del Chrysler Imperial Custom cupé de 1953
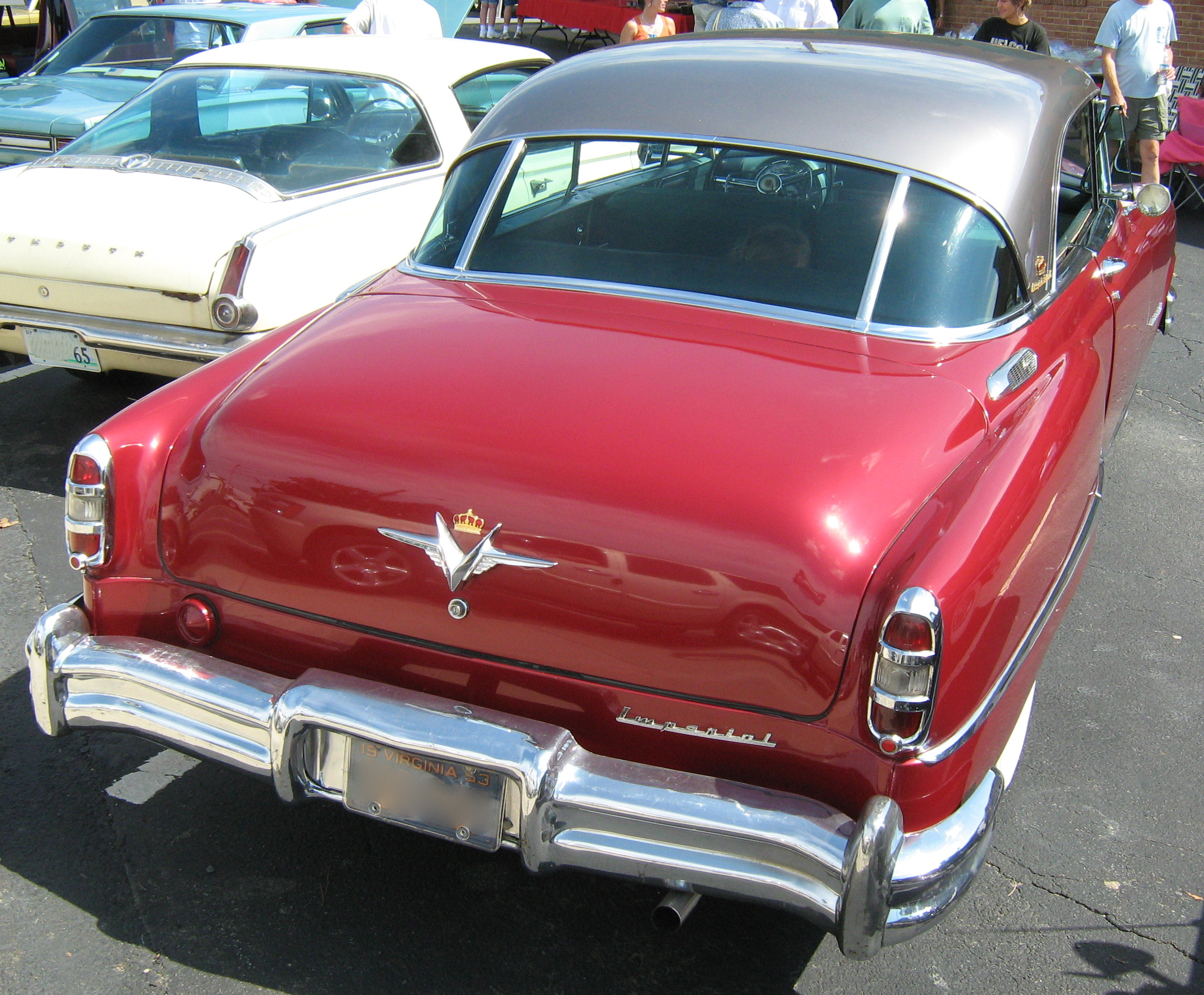
Vista trasera del Chrysler Imperial Custom cúpe de 1953
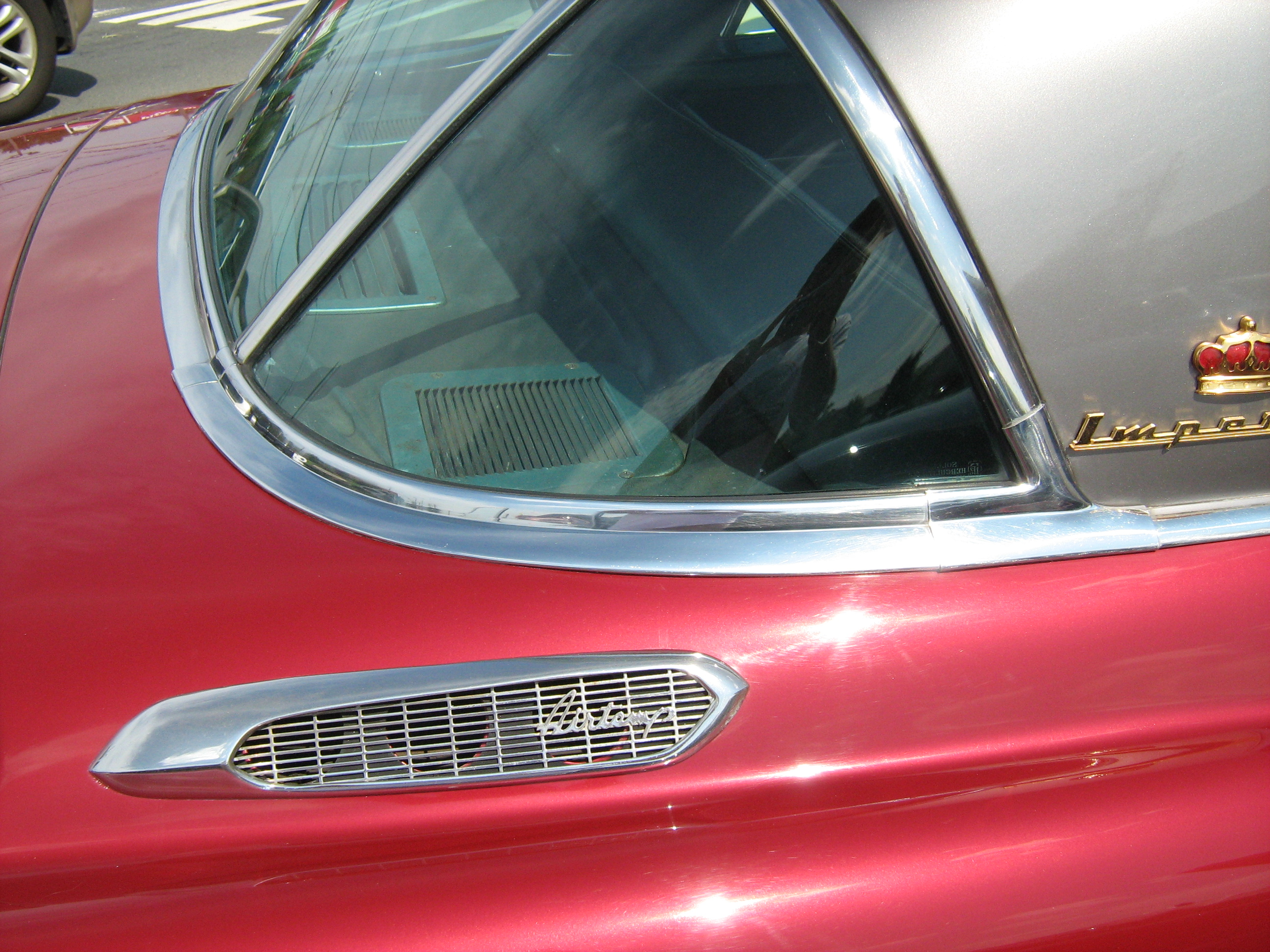
Chrysler Imperial Custom cupé (1953) con sistema Airtemp
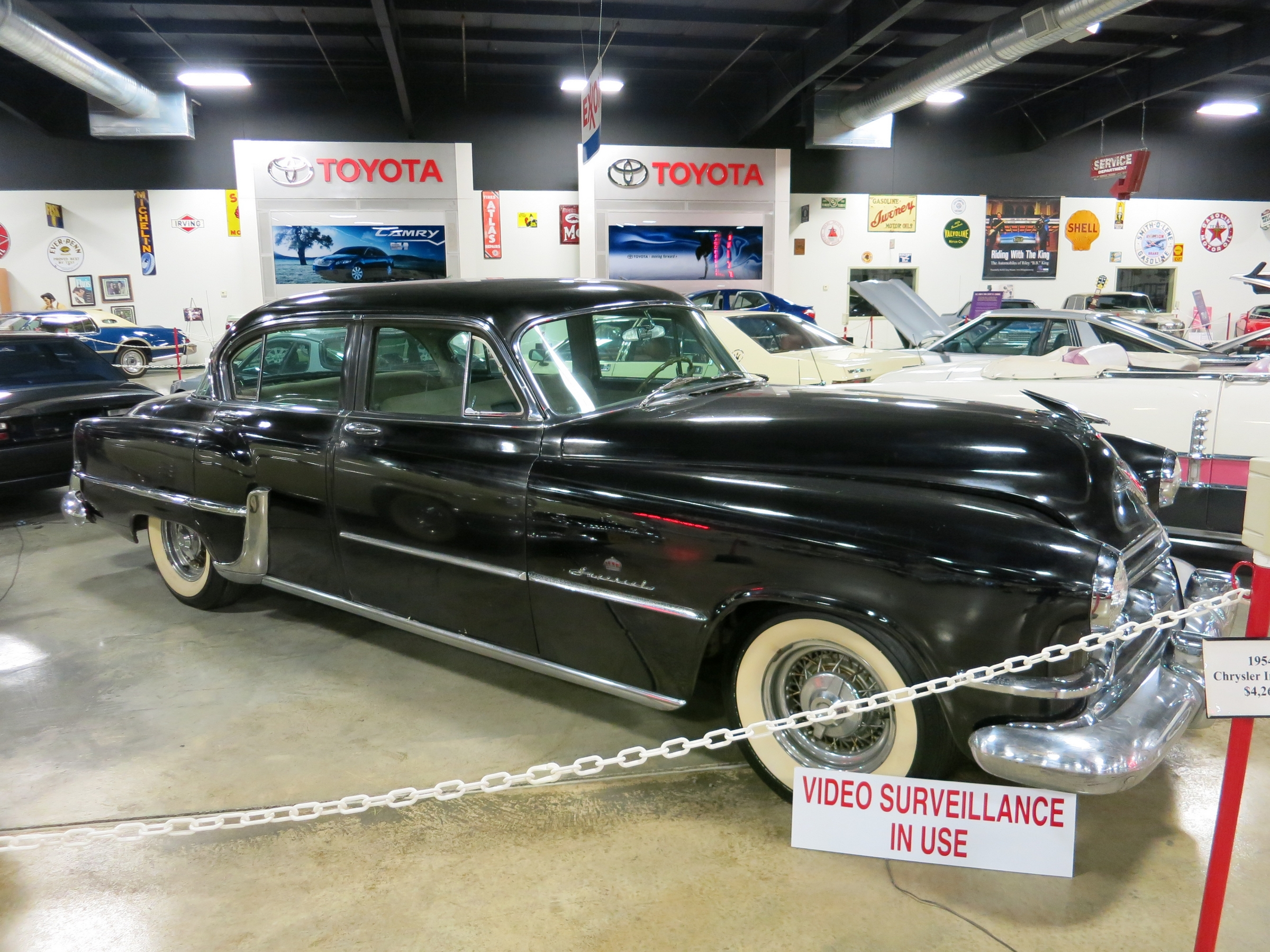
Chrysler Imperial Custom sedán (1954)
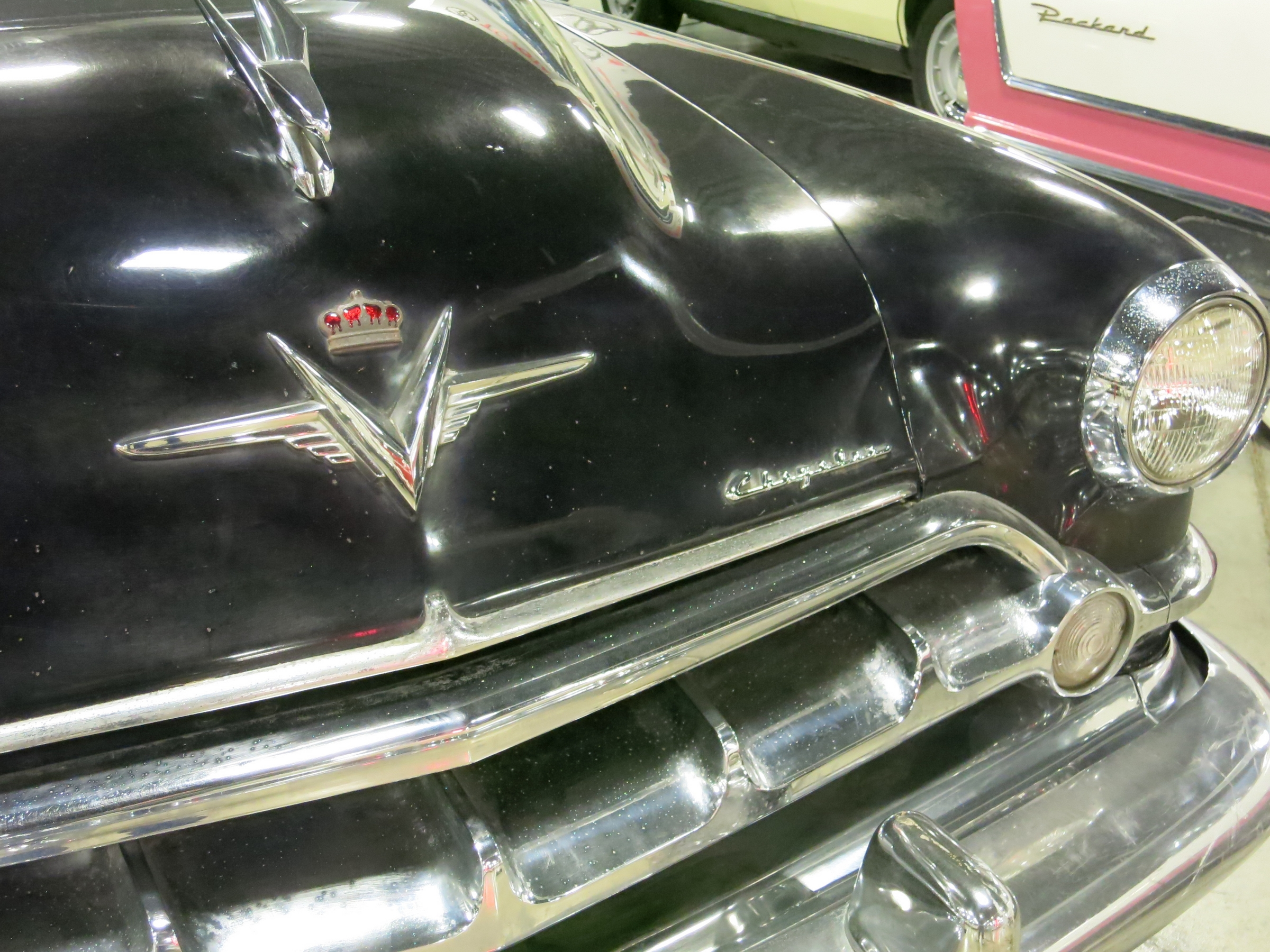
Detalle del emblema delantero

## 1955-1983: marca separada

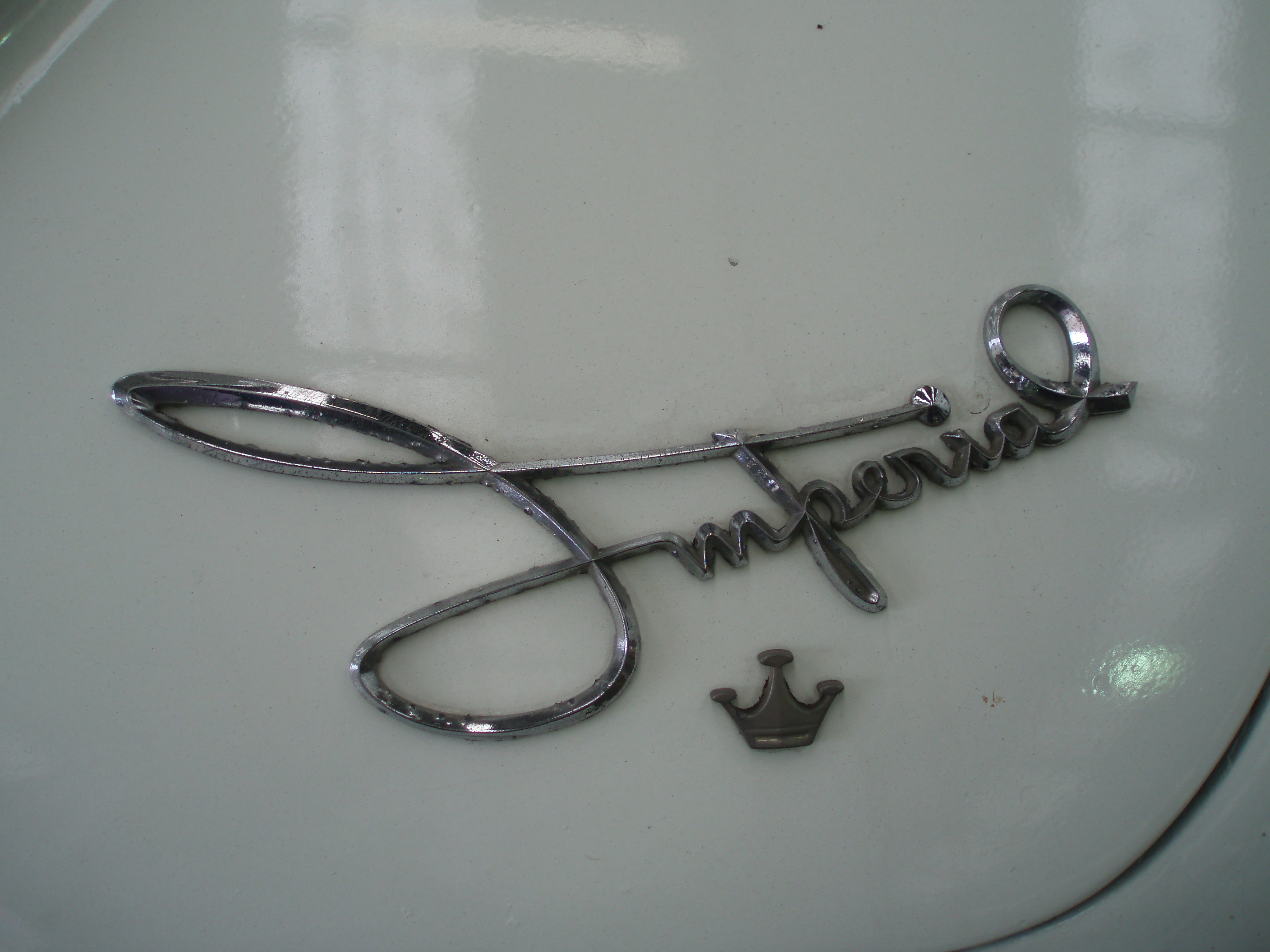
Emblema delantero de un Imperial de 1958

### 1955-1975
Chrysler Corporation informó a las agencias estatales de licencias que a partir de 1955, el Imperial se registraría como una marca separada. Fue un intento de competir directamente con las distintas marcas de lujo centradas en el lujo, como Cadillac de GM y Lincoln de Ford. Con frecuencia y erróneamente referidos como "Chrysler Imperial", estos coches no portaban el distintivo de "Chrysler" en ninguna parte hasta 1971 (aunque se eliminó en 1974), y eran una marca distinta separada, al igual que Lincoln y Cadillac lo eran para Ford y GM. A partir de los modelos Imperial de 1974, el distintivo "Chrysler" se retiró de nuevo de la carrocería y solo apareció la placa de identificación "Imperial".
En abril de 1955, Chrysler y Philco anunciaron el desarrollo y la producción de la primera radio para automóvil transistorizada del mundo. La radio, modelo Mopar 914HR, era una "opción" por 150 dólares 1584, que han conservado muchos modelos de la marca Imperial de 1956. Philco comenzó a fabricar la radio de automóvil con transistores para Chrysler en el otoño de 1955 en su planta de Sandusky, Ohio.
Con la nueva marca "Imperial", la intención de Chrysler Corporation era crear una línea individual de coches de lujo, por encima y distinta de los vehículos de la marca Chrysler. Esta estrategia de marketing se resintió porque los coches rara vez (si es que alguna vez) se vendieron en salas de exposición independientes para los Imperial. Cadillac y Lincoln hicieron un trabajo mucho mejor al separar sus marcas de lujo de los automóviles de menor precio que vendieron. En cambio, Imperial se ofreció en la red de concesionarios de Chrysler junto con el resto de los vehículos de la compañía, y por este motivo la marca se conocía casi universalmente como "Chrysler Imperial", a pesar del hecho de que todos los concesionarios existentes tenían carteles de concesionario "Imperial" distintos de los de Chrysler.

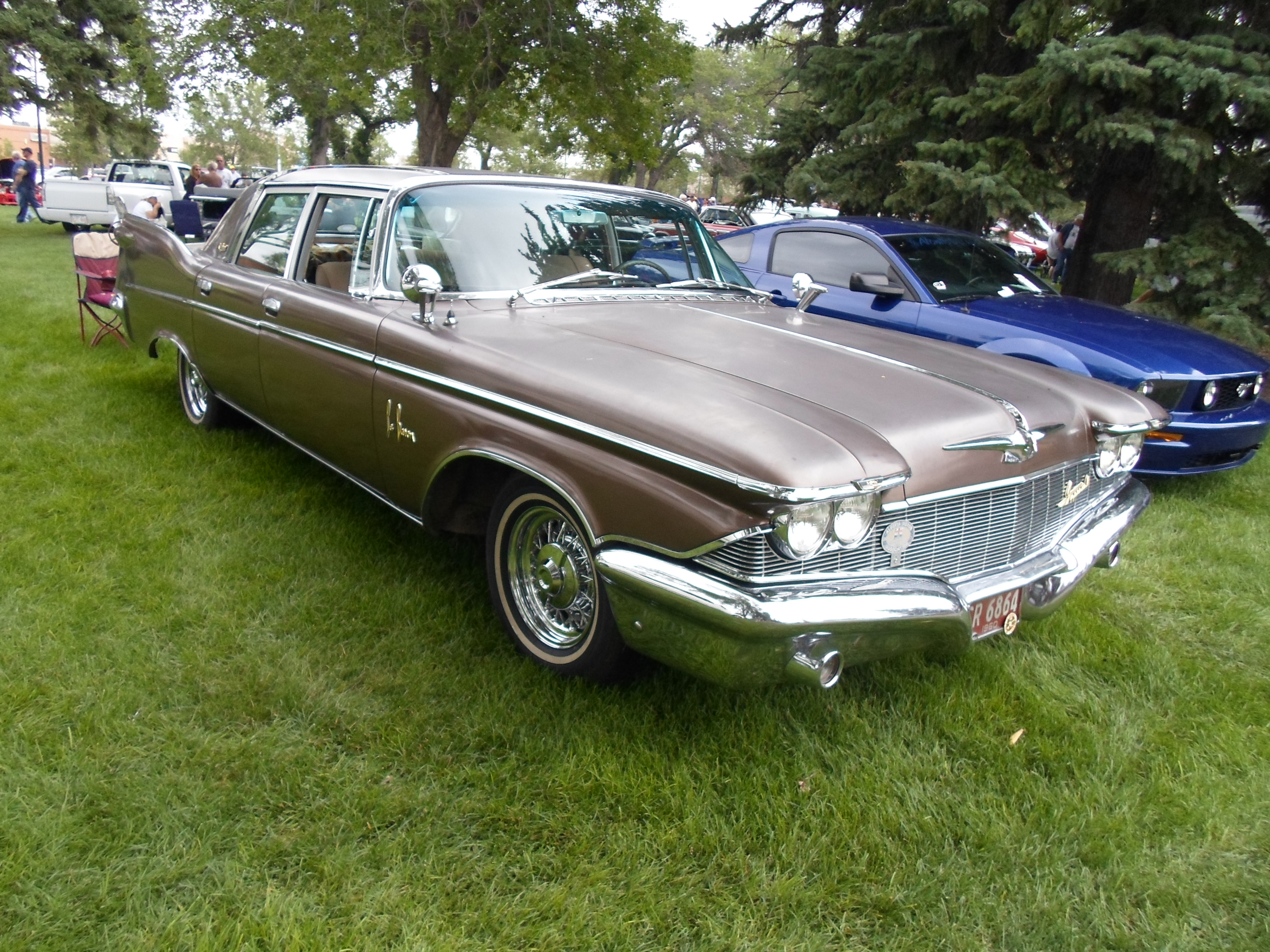
Imperial LeBaron de 1960

Los automóviles Imperial siguieron vendiéndose al por menor a través de los concesionarios Chrysler. No se estableció un canal de venta diferenciado; por lo tanto, la placa de identificación Imperial no se separó de los otros modelos de Chrysler, a pesar de ser una marca teóricamente separada. A partir de 1967, la División Imperial, que ofrecía tres gamas (Custom, Crown y LeBaron), abandonó el sistema de construcción separada de carrocería sobre bastidor y su carrocería única en una distancia entre ejes de 129,5 pulgadas (329 cm). A partir de ese momento, los Imperial utilizaron carrocerías de Chrysler. Fue equipado con un estilo único, y hasta 1973, dispusieron de capotas muy largas resultado de una distancia entre ejes tres pulgadas más larga (127 contra 124") en comparación con otros sedanes Chrysler. Continuaron usando una suspensión delantera única con barras de torsión más largas que todos los demás productos de Chrysler y un travesaño de bastidor auxiliar aislado de caucho que contenía los anclajes de la barra de torsión, así como la instrumentación completa respaldada por luces de advertencia. Imperial continuó presentando características únicas (como faros ocultos desde 1969, frenos antibloqueo opcionales desde 1971 y frenos de disco estándar en las cuatro ruedas en 1974 y 1975), la distancia entre ejes se redujo a las mismas 124 pulgadas (315 cm) que los otros modelos grandes de Chrysler.
Aunque no se produjeron modelos con el nombre Imperial entre 1976 y 1978, el estilo usado anteriormente se rebautizó como Chrysler New Yorker Brougham durante este tiempo. Los frenos de disco traseros y la función antibloqueo opcional desaparecieron, pero los interiores excepcionalmente agradables, incluidas las luces traseras de lectura con lentes de precisión que no se reflejaban en el parabrisas, y cuatro encendedores de cigarrillos, continuaron casi sin cambios.

### 1981-1983

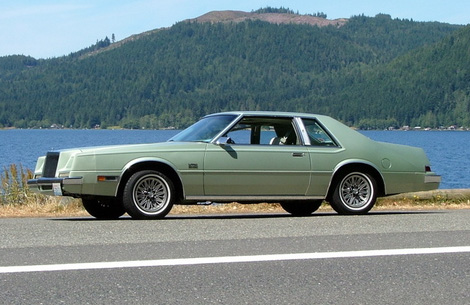
Imperial de 1981

La marca Imperial reapareció nuevamente en la gama de los años 1981 a 1983, presentando un cupé de dos puertas del periodo de la crisis petrolífera de 1973-1983 basado en la plataforma del Chrysler Cordoba de segunda generación. Todos los ejemplos del Imperial 1981-1983 utilizaron el motor V8 de 318 pulgadas cúbicas (5,2 L) de Chrysler. Todos los Imperial de 1981 venían de serie con inyección de combustible, lo que generaba una potencia de 104,5 kW (142 CV), un paso 0-60 mph en 13,4 segundos, y una velocidad máxima de 172 km/h (107 mph).

## 1990-1993

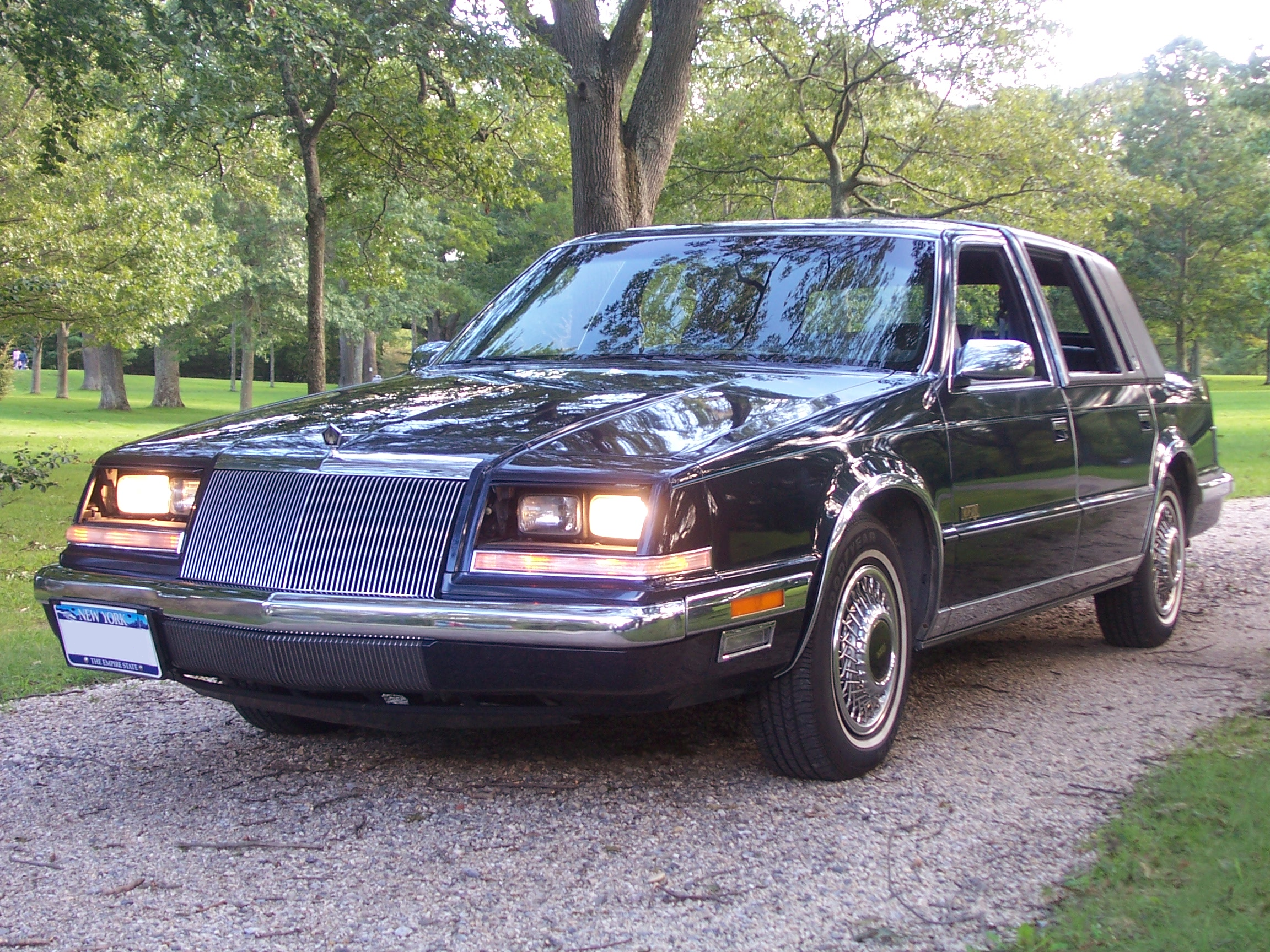
Chrysler Imperial (1992)

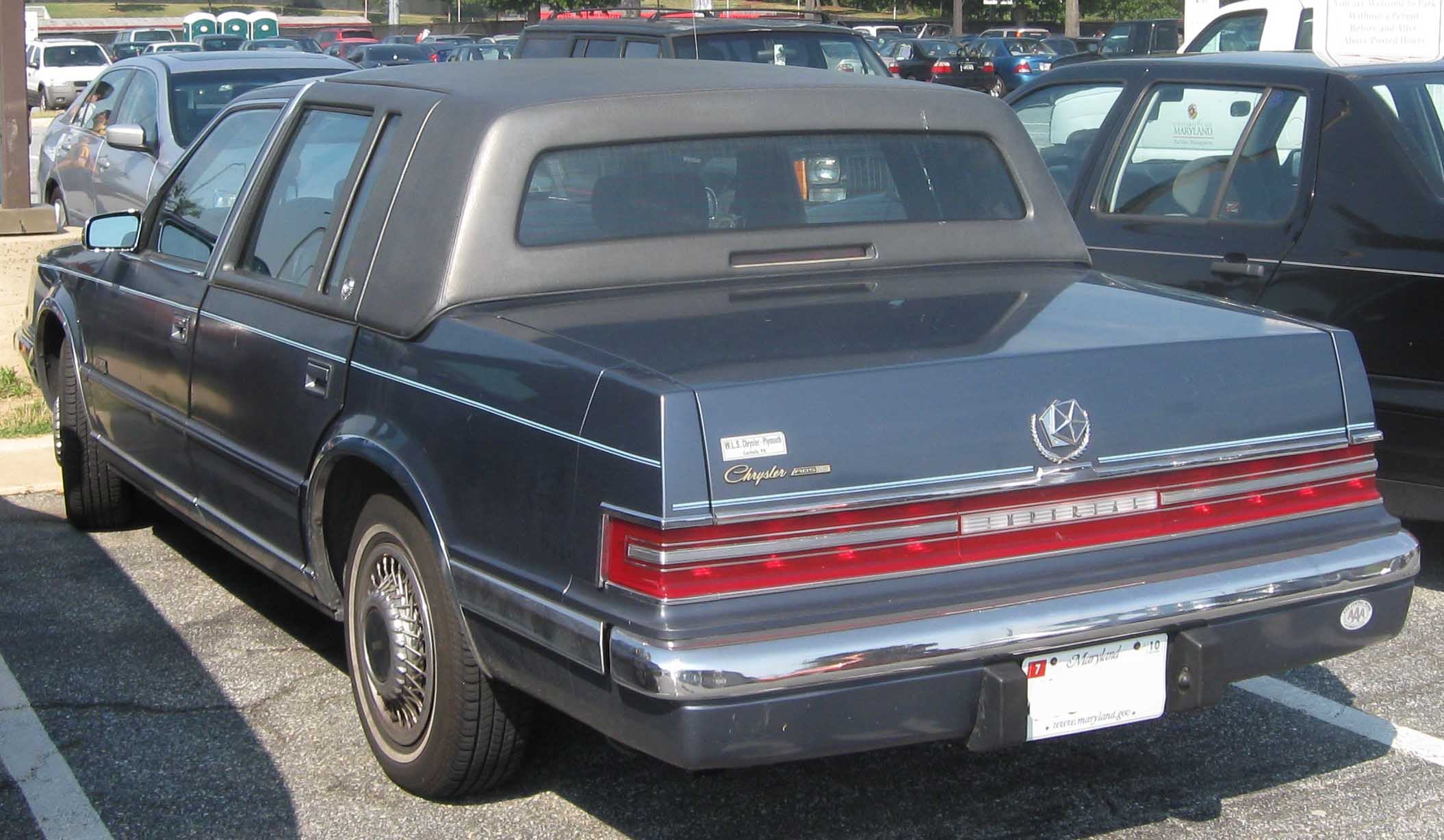
El Chrysler Imperial de la década de 1990 presentaba luces traseras de ancho completo

A principios de la década de 1990 se produjo un resurgimiento del Imperial como un sedán de alta gama en la línea de modelos de Chrysler. A diferencia del Imperial de 1955-1983, este automóvil era un modelo de Chrysler, y no de su propia marca independiente. Basado en la plataforma Y, representó el modelo de tamaño completo superior en la línea de Chrysler. Por debajo estaba el New Yorker Fifth Avenue, y otro escalón más abajo estaba el New Yorker, de distancia entre ejes más corta.
La reintroducción del Imperial se produjo dos años después de que el Lincoln Continental pasara a ser un sedán de tracción delantera con motor V6. Otros competidores nacionales en este segmento incluyeron al Cadillac DeVille/Fleetwood, el Oldsmobile 98 y el Buick Electra/Park Avenue, todos ellos compartiendo la plataforma C de General Motors, entonces insignia de la marca.
Aunque estrechamente relacionado, el Imperial se diferenciaba del New Yorker Fifth Avenue en muchos aspectos. El morro del Imperial tenía más forma de cuña, mientras que el del New Yorker Fifth Avenue inicialmente tenía un perfil más nítido y angular (el New Yorker Fifth Avenue fue rediseñado más tarde para con un perfil más redondeado en la parte delantera y trasera). Las traseras de los dos coches también diferían. Al igual que la parte delantera, la parte trasera del New Yorker Fifth Avenue adoptó ángulos más marcados, mientras que la parte trasera del Imperial tenía bordes más redondeados. También se adoptaron en el Imperial luces traseras de ancho completo similares a las del Chrysler TC y que recordaban al cupé Imperial de principios de la década de 1980, mientras que el New Yorker Fifth Avenue venía con luces traseras verticales más pequeñas. En el interior, los asientos "Kimberly Velvet" del Imperial (con un tapizado Mark Cross Leather disponible) tenían un aspecto más aerodinámico, mientras que el New Yorker Fifth Avenue tenía sus característicos asientos acolchados con botones.
Inicialmente, el Imperial de 1990 era impulsado por el motor V6 EGA de 3.3 L, que tenía una potencia nominal de 147 HP (110 kW) y un par motor de 185 lb·pie (250,8 N·m). Para 1991, el V6 de 3.3 L fue reemplazado por un motor más grande, el V6 EGH de 3.8 L. Aunque la potencia solo aumentó a 150 HP (112 kW), con el nuevo motor V6 de 3.8 L el par motor aumentó a 215 lb·pie (291,5 N·m) a 2750 rpm. Una transmisión automática de cuatro velocidades era estándar con ambos motores.
Esta generación Imperial era un sedán para 6 pasajeros que se ofrecía con tapicería en terciopelo o cuero Mark Cross. El acondicionamiento de aire con control de clima automático venía de serie, al igual que el sistema antibloqueo de ruedas, el control de velocidad, el airbag del lado del conductor y su distintivo techo de vinilo landau. El Imperial presentaba faros escamoteables detrás de cubiertas retráctiles similares a las que se encuentran en el LeBaron cupé/convertible y en el New Yorker/Fifth Avenue. El Imperial estaba disponible con una selección de varios sistemas de sonido de la marca Infinity, todos con un magnetófono de casete. Otras opciones importantes incluyeron un grupo de instrumentos digitales completamente electrónicos con centro de información, sistema de suspensión neumático controlado electrónicamente y llave remota con alarma de seguridad. También estaban disponibles teléfonos móviles Chrysler integrados instalados por el concesionario y cambiadores de CD de seis discos.
Todos los Imperial de séptima generación estaban cubiertos por el "Programa Crystal Key Owner Care", líder en el mercado, que incluía una garantía general de 5 años/50.000 millas y una garantía de 7 años/70.000 millas para el motor. También se proporcionó una línea directa de atención al cliente gratuita las 24 horas del día.
Como se planeó originalmente, esta generación de Chrysler Imperial se dejó de producir después del 1993 junto con los New Yorker de carrocería Y y de carrocería C. Fueron reemplazados por los nuevos sedanes con plataforma LH. Si bien el nombre de New Yorker se mantuvo durante tres años más, 1993 sería el último año del Imperial. El Chrysler LHS, aclamado por la crítica, reemplazó al Imperial como modelo insignia de Chrysler en 1994.

### Cifras de producción y precios
| Año   | Unidades | Coste Original ($) | Coste actualizado 2023 ($) |
| ----- | -------- | ------------------ | -------------------------- |
| 1990  | 14.968   | $25.655            | $59 831                    |
| 1991  | 11.601   | $27.119            | $60 665                    |
| 1992  | 7.643    | $28.453            | $61 777                    |
| 1993  | 7.064    | $29.481            | $62 181                    |
| Total | 41.276   |                    |                            |

## 2006
En el Salón del Automóvil Internacional de Norteamérica de 2006 se presentó el prototipo de un nuevo Chrysler Imperial. Utilizaba la plataforma Chrysler LY, una plataforma LX extendida. Contaba con una distancia entre ejes de 123 pulgadas (312 cm) y ruedas de 22 pulgadas (558,8 mm). El automóvil presentaba "una imagen de seis cifras pero a un precio mucho más bajo", según Tom Tremont, vicepresidente de diseño avanzado de vehículos de Chrysler. Incorporaba un capó largo y un frontal dominado por un radiador vertical y una rejilla con elementos horizontales. Las cápsulas de aluminio pulido y cepillado evocaban los faros independientes (un estilo clásico favorecido por los diseñadores en jefe de Chrysler de la década de 1960, Virgil Exner y Elwood Engel, utilizado comúnmente en los vehículos Chrysler de la década de 1930). Los faros led circulares con anillos exteriores flotantes recordaban el aspecto de las luces traseras de "mira de pistola" de los Imperial de principios de los sesenta. La línea del techo se desplazó hacia atrás para agrandar la cabina y crear un perfil más largo.

### Cancelación
El 17 de julio de 2007, Chrysler anunció oficialmente que abandonaría los planes de producción del Imperial. Citando el aumento del coste de los carburantes y los estándares de economía de combustible más estrictos que se esperaban del Capitolio, la compañía informó que el proyecto Imperial estaba cancelado, ya que ya no se preveía un futuro comercial viable para el automóvil. Se llegó a rumorear que el Imperial se basaría en el futuro Mercedes Clase R o en la plataforma LX de la siguiente generación (LY, o una combinación de componentes) y se sugirió que todo el trabajo realizado en el programa Imperial se incorporaría a los próximos coches de la plataforma LY, como el Chrysler 300/300C de próxima generación, o el 300/300C de batalla larga (quizás rebautizado como "New Yorker"), similar en tamaño, pero no necesariamente en estilo, al prototipo Imperial Concept de 2006.

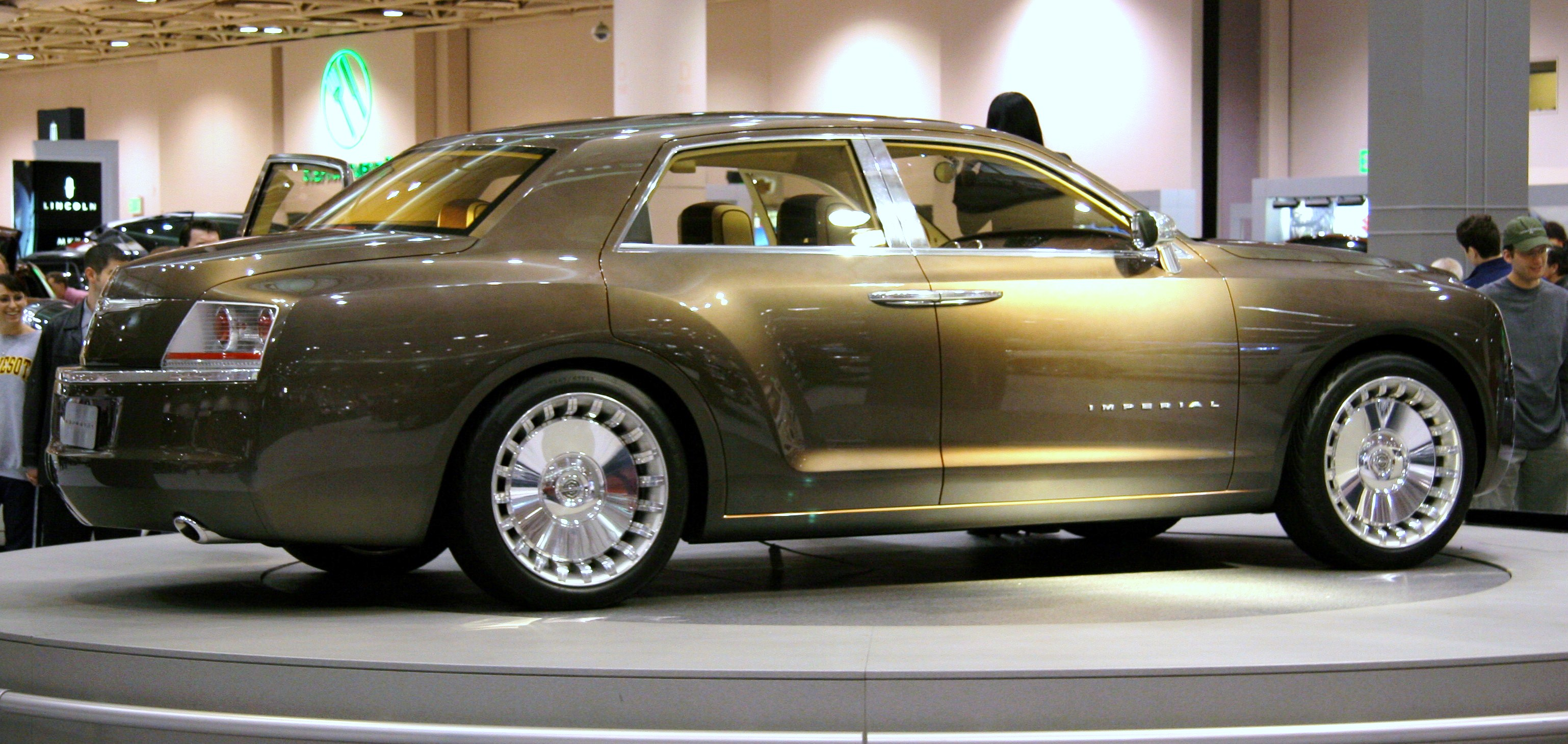
Vista lateral del prototipo Chrysler Imperial
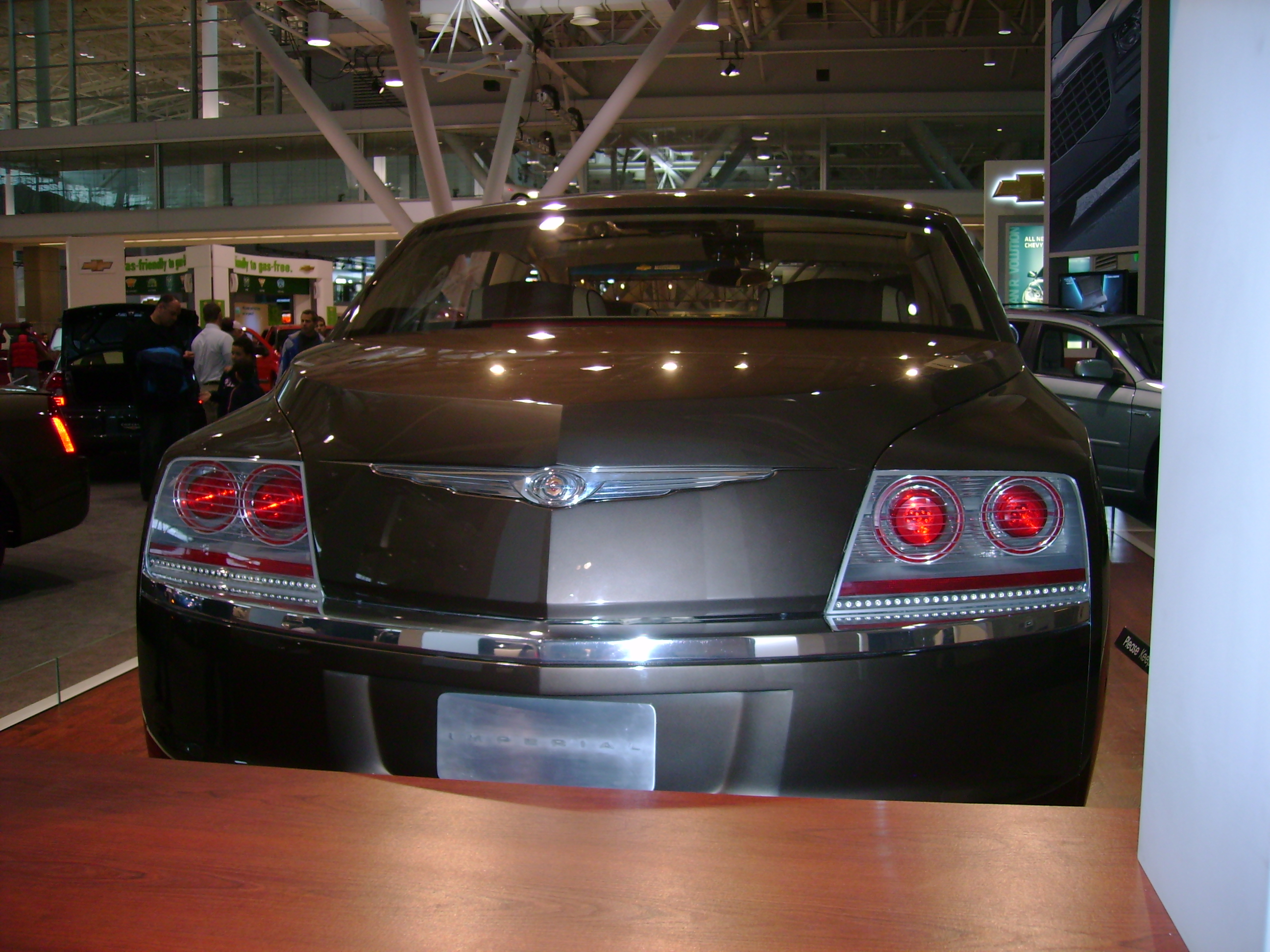
Vista trasera
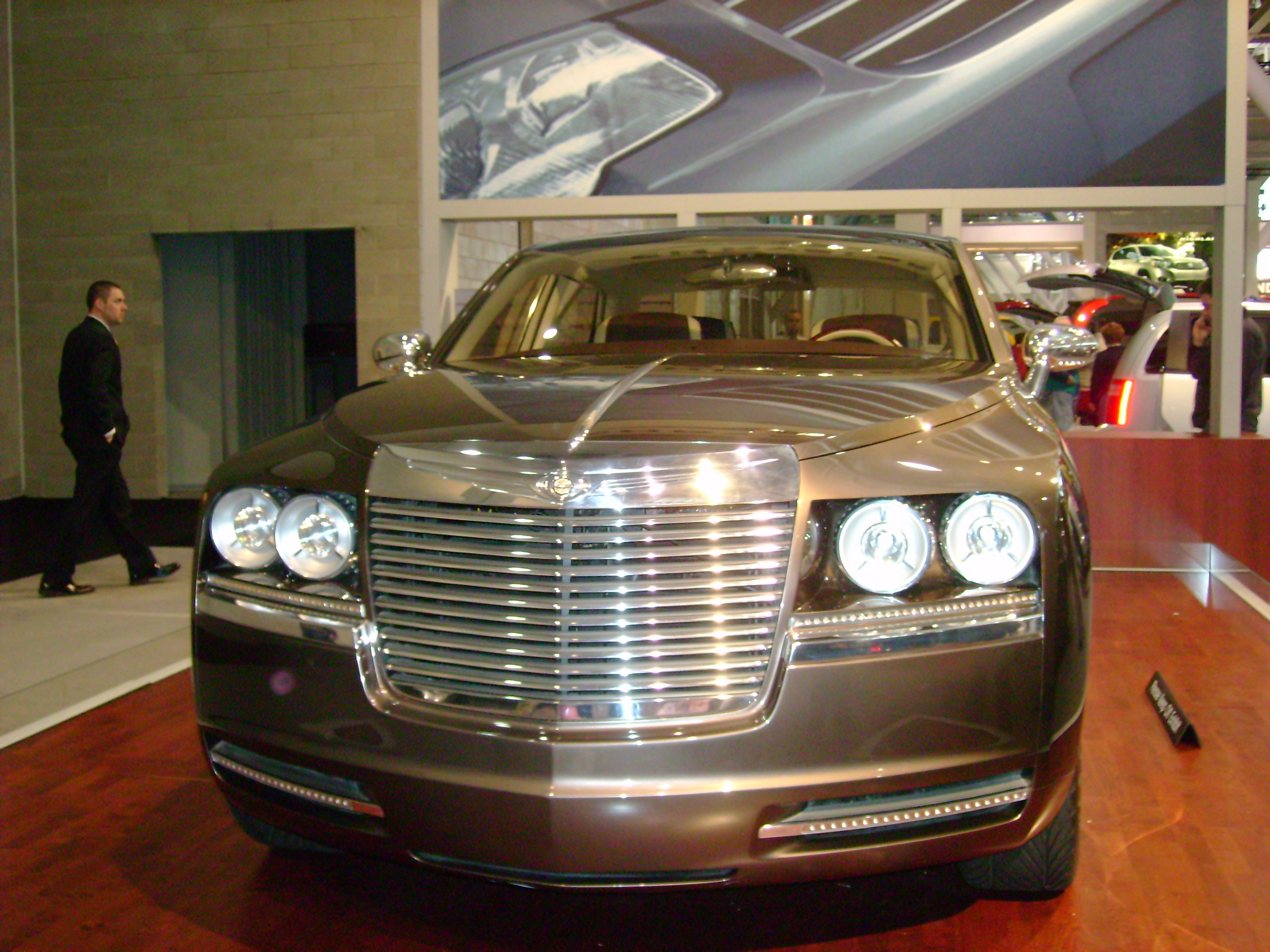
Imperial Concept exhibido en 2007